# Список божеств шумеро-аккадской мифологии
Божества в древней Месопотамии были почти исключительно антропоморфными. Считалось, что они обладают необычайной силой и часто представлялись огромными. Божества обычно носили мелам — неоднозначную субстанцию, которая «покрывала их в ужасающем великолепии» и которую также могли иметь герои, цари, великаны и даже демоны. Эффект, который оказывает на человека мелам божества, описывается как ни — слово, означающее «мурашки по телу». И в шумерском, и в аккадском языках есть много слов, выражающих ощущение ни, в том числе слово пулухту, означающее «страх». Божества почти всегда изображались в рогатых шапках, состоящих из семи наложенных друг на друга пар бычьих рогов. Иногда они изображались в одежде с вшитыми в неё сложными декоративными золотыми и серебряными украшениями.
Древние месопотамцы верили, что их божества живут на небесах, но статуя бога также была физическим воплощением самого бога. Поэтому культовые статуи получали постоянное внимание и заботу, а для ухода за ними назначались жрецы, которые одевали статуи и устраивали перед ними пиры, чтобы они могли «поесть». Считалось, что храм божества — это его буквальное место жительства. У богов были лодки, полноразмерные баржи, которые обычно хранились внутри храмов и использовались для перевозки культовых статуй по водным путям во время различных религиозных праздников. У богов также были колесницы, на которых перевозились культовые статуи по суше. Иногда культовую статую божества привозили к месту сражения, чтобы божество могло наблюдать за ходом битвы. Считалось, что главные божества месопотамского пантеона участвуют в «собрании богов», через которое боги принимают все свои решения. Это собрание рассматривалось как божественный аналог полудемократической законодательной системы, существовавшей во времена Третьей династии Ура (ок. 2112 года до н. э. — ок. 2004 года до н. э.).
Месопотамский пантеон на протяжении своей истории претерпел значительные изменения. В целом историю месопотамской религии можно разделить на четыре этапа. На первом этапе, начиная с 4-го тысячелетия до н. э., сферы деятельности божеств были сосредоточены в основном на удовлетворении основных потребностей человека в выживании. На втором этапе, пришедшемся на 3-е тысячелетие до н. э., божественная иерархия стала более структурированной, и в пантеон стали входить обожествленные цари. На третьем этапе, во 2-м тысячелетии до н. э., боги, которым поклонялся отдельный человек, и боги, связанные с простолюдинами, стали более распространёнными. На четвертом и последнем этапе, в 1-м тысячелетии до н. э., боги стали тесно связаны с конкретными человеческими империями и правителями. Имена более трёх тысяч месопотамских божеств были найдены в клинописных текстах. Многие из них взяты из длинных списков божеств, составленных древними месопотамскими писцами. Самый длинный из этих списков — текст под названием Ан = Анум, вавилонский научный труд, в котором перечислены имена более двух тысяч божеств. Хотя иногда его ошибочно рассматривают просто как список шумерских богов с их аккадскими эквивалентами, он был предназначен для предоставления информации об отношениях между отдельными богами, а также кратких объяснений функций, выполняемых ими. Помимо супругов и детей богов, в нём также перечислены их слуги.
Для обозначения групп божеств использовались различные термины. Собирательный термин Ануннаки впервые встречается во времена правления Гудеа (ок. 2144—2124 годов до н. э.) и Третьей династии Ура. Обычно этим термином обозначались главные божества небес и земли, наделённые огромной силой, которые, как считалось, «вершили судьбы человечества». Гудеа описывал их как «Ламму (божества-покровители) всех стран». Хотя в современной литературе принято считать, что в некоторых контекстах этот термин применялся к хтоническим божествам подземного мира, эта точка зрения считается необоснованной ассириологом Диной Кац, которая отмечает, что она полностью опирается на миф о «нисхождении Инанны», который не обязательно противоречит общепринятому определению Ануннаков и не идентифицирует их как богов подземного мира. Однозначные упоминания об Ануннаках как хтонических происходят из хурритских, а не месопотамских, источников, в которых этот термин применялся к классу отдельных хурритских богов. Ануннаки упоминаются в основном в литературных текстах, и до сих пор найдено очень мало свидетельств в пользу существования их отдельного культа, поскольку каждое божество, которое могло считаться членом Ануннаков, имело свой собственный культ, отдельный от других. Точно так же не обнаружено изображений Ануннаков как отдельной группы, хотя несколько изображений часто встречающихся отдельных её членов были идентифицированы. Другим похожим собирательным термином для обозначения божеств были Игиги, впервые засвидетельствованные в старовавилонский период (ок. 1830 года до н. э. — ок. 1531 года до н. э.). Название Игиги, по-видимому, первоначально относилось к «великим богам», но позднее стало обозначать всех богов небес в совокупности. В некоторых случаях термины Ануннаки и Игиги используются как синонимы.

## Главные божества
Сэмюэл Ноа Крамер в 1963 году утверждал, что тремя наиболее важными божествами в месопотамском пантеоне во все периоды были божества Ан, Энлиль и Энки. Однако более поздние исследования показывают, что компоновка верхушки пантеона могла меняться в зависимости от временного периода и места. Список богов Фара показывает, что иногда Энлиль, Инанна и Энки считались тремя наиболее значимыми божествами. Инанна также была самым важным божеством в Уруке и ряде других политических центров Урукского периода. Гудеа считал третьим по значимости божеством Нинхурсаг, а не Энки. В старовавилонском источнике сохранилась традиция, согласно которой Нанна был царем богов, а Ану, Энлиль и Энки — лишь его советниками, вероятно, эту точку зрения поддерживали жрецы Нанны в Уре, а затем и в Харране. В одном из древневавилонских личных имен Шамаш назван «Энлилем богов», что, возможно, отражает существование веры в его верховенство над богами, распространённой и среди его духовенства, хотя, в отличие от доктрины верховенства бога луны, принятой Набонидом, она никогда не находила царской поддержки. В Заббане, городе на северо-востоке Вавилонии, главой пантеона был Хадад. В 1-м тысячелетии до н. э. верховным богом Вавилонии становится Мардук, а в некоторых поздних источниках Ану и Энлиль вообще опускаются и говорится, что Эа получил свое положение от Мардука. В некоторых нововавилонских надписях статус Набу приравнивается к статусу Мардука. В Ассирии верховным богом считался Ассур.
Число семь имело огромное значение в древней месопотамской космологии. В шумерской религии наиболее могущественные и важные божества пантеона иногда назывались «семью богами, которые постановляют»: Ан, Энлиль, Энки, Нинхурсаг, Нанна, Уту и Инанна. Многие главные божества в шумерской мифологии ассоциировались с конкретными небесными телами: Инанна считалась планетой Венера, Уту — солнцем, а Нанна — луной. Однако с планетами могли ассоциироваться и второстепенные божества, например, Марс иногда называли Симут, а Нинсианна, по крайней мере в некоторых контекстах, была божеством Венеры, отличным от Инанны.
| Имя                                    | Изображение | Главные культовые центры                                                            | Небесное тело       | Описание |
| -------------------------------------- | ----------- | ----------------------------------------------------------------------------------- | ------------------- | --- |
| Ан Ану                                 |             | Храм Э-Ана в Уруке                                                                  | Экваториальное небо | Ан на шумерском языке, позднее известный как Ану на аккадском языке, был верховным богом и «движущей силой творения», олицетворяемым небом. Он является первым и наиболее отдаленным предком, теологически представляемым как Бог Небес в его «трансцендентной неизвестности». В некоторых теологических системах все божества считались потомками Ану и его супруги Ки. Однако сам Ану в различных текстах (списках богов, заклинаниях и т. д.) описывался как потомок различных первозданных существ, и Энлиль часто снабжался собственной сложной родословной, отдельной от родословной Ану. Хотя Ан описывался как высший бог, по крайней мере ко времени самых ранних письменных источников главным богом с точки зрения реального культа был Энлиль. Поэтому главенство Ану, по словам Уилфреда Дж. Ламберта, «всегда было несколько номинальным». С ним ассоциировался Лулуданиту, разноцветный камень (красный, белый и чёрный). |
| Ашшур                                  |             | Ашшур                                                                               |                     | Ашшур был национальным богом ассирийцев. Предполагается, что первоначально он был обожествлением города Ашшур или, возможно, холма, на котором он был построен. Первоначально он не имел никаких связей с другими божествами, у него не было родителей, супруги или детей. Единственной богиней, связанной с ним, хотя и неясным образом, была Шеруа. Позднее он был синкретизирован с Энлилем, в результате чего Нинлиль иногда считалась его женой, а Нинурта и Забаба — сыновьями. Возможно, первоначально он был локальным божеством, связанным с городом Ашшур, но с ростом Ассирийской империи его культ стал распространен в Южной Месопотамии. В ассирийских текстах Бел был титулом Ашшура, а не Мардука. |
| Бау                                    |             | Лагаш, Киш                                                                          |                     | Бау была выдающейся богиней Лагаша, некоторые цари которого считали её своей божественной матерью, а также богиней-целительницей, хотя, в отличие от других богинь-целительниц, эта функция появилась у неё только на определённом этапе её истории. Она была женой Нингирсу и достигла известности в 3-м тысячелетии до н. э. в государстве Лагаш. Гудеа возвысил ранг Бау до уровня Нингирсу и назвал её «царицей, решающей судьбы в Гирсу» Это сделало её самой высокопоставленной богиней местного пантеона Лагаша, поставив её выше Нанше. Во времена правления Третьей династии Ура она была второй по значимости «божественной женой» после Нинлиль, причём некоторые источники (например, из Ниппура) указывают, что она была возвышена над Нингирсу. В то время как первоначальный лагашитский культ Бау угас вместе с городом, она продолжала играть важную роль в Кише в северной Вавилонии, куда прибыла в старовавилонский период. Городской бог Киша Забаба стал её мужем. Она оставалась главной богиней этого города вплоть до нововавилонского периода. |
| Гула и Нинисина, Нинтинугга, Нинкаррак |             | Храм Э-гал-мах в Исине и другие храмы в Ниппуре, Борсиппе, Ассуре, Сиппаре, Умме    |                     | Важное место в месопотамском пантеоне занимали богини-целительницы, считавшиеся божественными покровительницами врачей и знахарей. Таких божеств было несколько: - Нинтинугга, «госпожа, оживляющая мертвых», которой поклонялись в храме Нинлиль в Ниппуре. - Нинисина, которая помимо своей основной роли была также богиней Исина. - Нинкаррак, скорее всего, аккадского, а не шумерского происхождения, которой поклонялись в Сиппаре. - Гула («Великая»), из Уммы; возможно, первоначально это был титул, а не отдельная богиня. Со временем Гула стала главной богиней-целительницей, а другие богини-целительницы иногда синкретизировались с ней, хотя в списке богов Ан = Анум Гула, Нинкаррак и Нинтинугга фигурируют как отдельные божества со своими дворами. Собаки ассоциировались со многими богинями-целительницами, в частности, Гула часто изображается сидящей рядом собакой. |
| Димузид Таммуз                         |             | Бад-тибира и Куара                                                                  |                     | Думузид, позже известный под искаженной формой Таммуз, — древний месопотамский бог пастухов и основной супруг богини Инанны. Его сестра — богиня Гештинанна. Помимо того, что Думузид был богом пастухов, он также являлся сельскохозяйственным божеством, связанным с ростом растений. Древние народы Ближнего Востока связывали Думузида с весенним периодом, когда земля была плодородной и обильной, а в летние месяцы, когда земля была сухой и бесплодной, считалось, что Думузид «умер». В одноимённый месяц Думузид, который приходился на середину лета, люди по всему Шумеру оплакивали его смерть. По всему Ближнему Востоку циркулировало огромное количество народных преданий, связанных с его смертью. |
| Забаба                                 |             | Храм Э-мет-урсаг в Кише                                                             |                     | Забаба — бог войны, покровитель Киша. Самое раннее упоминание о нём относится к раннединастическому периоду. Во времена правления старовавилонских царей, таких как Хаммурапи, именно Забаба, а не Нинурта, считался главным богом войны. Первоначально он считался сыном Энлиля, но Сеннахериб назвал его сыном Ашшура. Первоначально его женой была Иштар из Киша (считавшаяся отдельной от Иштар из Урука), но после старовавилонского периода её в этой роли заменила Бау, и ей продолжали поклоняться независимо от него. В некоторых текстах Забаба использует оружие, обычно ассоциирующееся с Нинуртой, и сражается с его мифическими врагами, и иногда его называют «Нергалом из Киша», но все три этих бога считались отдельными. В одном из списков божеств он назван «Мардуком битвы». Его основным символом был посох с головой орла. Его суккалем был Папсуккаль. |
| Инанна Иштар                           |             | Храм Э-ана в Уруке, и также были храмы в Ниппуре, Лагаше, Шуруппаке, Забаламе и Уре | Венера              | Инанна, позже известная как Иштар, — «самое важное женское божество древней Месопотамии всех периодов». Она была шумерской богиней любви, сексуальности, проституции и войны, божественным олицетворением планеты Венера, утренней и вечерней звезды. Сведения о её происхождении варьируются; в большинстве мифов она обычно представляется как дочь Нанны и Нингаль, но в других историях она является дочерью Энки или Ана вместе с неизвестной матерью. У шумеров о ней сложено больше мифов, чем о любом другом божестве. Многие мифы с её участием связаны с её попытками захватить власть над владениями других божеств. Самый известный миф о ней — история её спуска в подземный мир, в которой она пытается завоевать загробный мир, владения своей старшей сестры Эрешкигаль, но вместо этого поражается насмерть семью судьями подземного мира. Она возрождается только благодаря вмешательству Энки, а её муж Думузид вынужден занять её место в подземном мире. Вместе со своим братом-близнецом Уту Инанна была вершителем божественного правосудия. |
| Ишкур Адад, Хадад                      |             | Каркар, Ассур, Курбаил                                                              |                     | Ишкур, позже известный как Адад или Хадад (от корня *hdd, «греметь»), был месопотамским богом бури и дождя. В северной Месопотамии, где сельское хозяйство во многом зависело от осадков, он был одним из самых известных божеств, и даже на юге он входил в число «великих богов». В списках богов он занимает такое же положение, как Син, Шамаш и Иштар. Ишкур засвидетельствован как бог Каркара уже в урукский период, однако такие свидетельства, как теофорные имена, указывают на то, что популярность бога погоды возросла только в более поздние периоды под аккадским именем. Хадад засвидетельствован как имя бога погоды уже в ранних источниках из Эблы. В Месопотамии эти два бога начали сливаться в саргонский период, а в период Ура III, похоже, уже было невозможно найти чёткое различие между ними. Если в северных текстах подчеркивается благожелательный характер бога погоды, приносящего дождь, то на юге он часто ассоциировался с разрушительными погодными явлениями, включая пыльные бури, хотя и там ему приписывали способность обеспечивать рост растений в районах, где не было орошения. Он считался сыном Ана, хотя реже его называли также сыном Энлиля. Его женой была Шала, а суккалем — Нимгир, обожествлённая молния. Помимо бога погоды, Хадад был также богом закона и хранителем клятв, а также богом гадания (экстиспиции). В этих ролях он был связан с Шамашем. В Заббане, городе на северо-востоке Вавилонии, он считался главой местного пантеона. В ассирийских источниках он был тесно связан с военными походами царей. Наиболее заметным культовым центром в новоассирийское время считался Курбаил на северной границе империи. В списках богов его аналогами считались иноземные боги погоды, такие как хурритский Тешуб («Адад из Субарту»), касситский Бурияш или угаритский Баал. |
| Иштаран                                |             | Дер                                                                                 |                     | Иштаран был выдающимся богом, служившим божеством-покровителем шумерского города-государства Дер, расположенного к востоку от реки Тигр на границе Месопотамии и Элама. Его женой была богиня Шаррат-Дери, имя которой означает «Царица Дера», или Манзат, а его суккалем — бог-змея Нирах. Он считался божественным судьей, и о царях говорили, что они должны «вершить правосудие, как Иштаран». В одном из текстов позднего раннединастического периода Иштаран упоминается для разрешения пограничного спора между городами Лагаш и Умма. В одной из своих надписей царь Лагаша Гудеа упоминает, что установил святилище Иштарана в храме Нингирсу в Гирсу, и называет Иштарана богом справедливости. На кудуррах (межевых камнях) символом Иштарана является змея, которая может быть Нирахом или самим Иштараном. Возможно также, что он также изображался со змеевидной нижней частью тела на цилиндрических печатях. В ритуале, связанном с храмом Экур в Ниппуре, Иштаран является «умирающим богом» и приравнивается к Думузиду. Упоминание Иштарана как умирающего бога встречается и в позднем тексте из Ассура. В средневавилонский период его национальный культ пришел в упадок, хотя он по-прежнему фигурировал в таких документах, как новоассирийские земельные пожалования. Однако в Дере он продолжал почитаться и в более поздние периоды. |
| Мардук                                 |             | Вавилон                                                                             | Юпитер              | Мардук — национальный бог вавилонян. Расширение его культа происходило параллельно историческому подъёму Вавилона, и, ассимилировав различные местные божества, в том числе бога по имени Асарлухи, он в конце концов стал параллелен Энлилю в качестве главы богов. В некоторых поздних источниках Энлиль и Ану вообще отсутствуют, и утверждается, что Эа получил свою должность от Мардука. Его женой была богиня Сарпаниту. |
| Набу                                   |             | Борсиппа, Калху                                                                     | Меркурий            | Набу был месопотамским богом писцов и письма. Его женой была богиня Ташмету, и, возможно, он ассоциировался с планетой Меркурий, хотя Франческо Помпонио назвал эти данные «косвенными». Позднее он стал ассоциироваться с мудростью и сельским хозяйством. В старовавилонский и раннекасситский периоды его культ был распространен только в центральной Месопотамии (Вавилон, Сиппар, Киш, Дильбат, Лагаба), имел ограниченное распространение в периферийных районах (Сузы в Эламе, Мари в Сирии) и практически не сохранился в таких городах, как Ур и Ниппур, что резко контрастирует с более поздними данными. В 1-м тысячелетии до н. э. он стал одним из самых известных богов Вавилонии. В Ассирии его известность возросла в VIII—VII веках до н. э. В Калху и Ниневии он стал более распространенным в личных именах, чем главный ассирийский бог Ашшур. Он также заменил Нинурту в качестве главного бога Калху. В нововавилонский период некоторые надписи царей, например Навуходоносора II, указывают на то, что Набу мог иметь преимущество даже перед верховным вавилонским богом Мардуком. Его культ распространился и за пределы Месопотамии, в такие города, как Пальмира, Иераполь, Эдесса или Дура-Европос, а также в Египет, вплоть до Элефантины, где в источниках конца 1-го тысячелетия до н. э. он является наиболее часто упоминаемым иноземным богом наряду с Яхве. |
| Нанайя                                 |             | Урук и Киш                                                                          | Северная корона     | Нанайя была богиней любви (в том числе эротической любви и похоти). Она часто упоминалась в заклинаниях, связанных с этой сферой. Поклонение ей было широко распространено, и она часто появляется в текстах. Она также участвовала в заступничестве и считалась «госпожой ламм», классом второстепенных богинь-защитниц, способных заступаться за людей. Она разделяла эту роль с Ниншубуром. И была тесно связана с Инанной/Иштар, хотя и не тождественна ей, поскольку эти две богини часто фигурируют в одних и тех же текстах: например, в Ларсе Инанна, Нанайя и Нинсианна выступали как отдельные божества, а в списках богов Нанайя фигурирует среди придворных Инанны, обычно вслед за Думузи и Ниншубуром. В поздних источниках Нанайя и Иштар иногда фигурируют как богини с равным статусом. В нововавилонском Уруке она была одним из важнейших божеств и сохранила этот статус и при персах. Есть также свидетельства о том, что поклонение ей продолжалось в селевкидское и парфянское время, вплоть до 45 года н. э. |
| Нанна Энзу, Зуэн, Суэн, Син            |             | Храм Э-куш-ну-галь в Уре и другой храм в Харране                                    | Луна                | Нанна, Энзу или Зуэн («Господин мудрости») на шумерском языке, позднее измененный как Суэн и Син на аккадском, — древний месопотамский бог луны. Он был сыном Энлиля и Нинлиль, и одним из самых известных мифов о нем был рассказ о том, как он был зачат и как он прошел путь из подземного мира в Ниппур. Теологическая система, в которой Нанна, а не Энлиль, был царем богов, известна из текста старовавилонского периода; в сохранившемся фрагменте Энлиль, Ану, Энки и Нинхурсаг служили его советниками, наряду с его детьми Уту и Инанной. Другие упоминания о том, что Нанна занимал такой пост, известны из личных имен и различных текстов, причём в некоторых из них говорится, что он занимает «Ану и Энлиль», а Уилфред Дж. Ламберт предполагает, что его считали верховным богом священнослужители в Уре и Харране. |
| Нанше                                  |             | Лагаш                                                                               |                     | Нанше — богиня, связанная с государством Лагаш, культ которой пришел в упадок с утратой политического значения этого города. Она была дочерью Энки и сестрой Нингирсу. И была связана с предсказаниями и толкованием снов, но также считалось, что она помогает бедным и обездоленным и обеспечивает точность весов и измерений. Она также была связана с рыбой и водоплавающими птицами. Первая династия Страны Моря возродила или продолжила её культ, сделав её царской богиней-покровительницей. |
| Нергал                                 |             | Храм Э-Меслам в Куте и Машкан-шапире                                                | Марс                | Нергал ассоциировался с подземным миром и обычно являлся мужем Эрешкигаль. Он также ассоциировался с лесными пожарами, отождествлялся с богом огня Гибилом, а также с лихорадками, чумой и войной. В мифах он вызывает разрушения и опустошения. В нововавилонский период во многих официальных документах Нергал значится сразу после верховных богов Мардука и Набу и перед такими выдающимися божествами, как Шамаш и Син. |
| Ниназу                                 |             | Эшнунна и Энеги                                                                     |                     | Ниназу был богом, считавшимся либо сыном Эрешкигаль, либо Энлиля и Ниниль. Он также был отцом Нингишзиды. Он был тесно связан с подземным миром, и некоторые исследователи считают его древнейшим месопотамским богом, связанным с ним, хотя, скорее всего, точнее будет сказать, что изначально не существовало единой общепринятой версии соответствующих мифических и культовых представлений, и различные божества, как мужские, так и женские, управляли подземным миром в системах верований различных областей и периодов времени. Ниназу был также богом-воином, подобным Нинурте, а также «царём змей». Ему поклонялись в Эшнунне в 3-м тысячелетии до н. э., но позднее он был вытеснен Тишпаком, который, несмотря на иностранное происхождение, имел схожий характер и свойства. Ниназу также поклонялись в Энеги на юге Шумера. Его божественным зверем был мушшу, змееподобное драконоподобное мифическое существо, которое впоследствии также ассоциировалось с Тишпаком, Мардуком и, соответственно, с Набу, а после разрушения Сеннахерибом Вавилона — и с Ашшуром. |
| Нинлиль                                |             | Ниппур, Ассур, Киш, Хурсагкалама                                                    |                     | Нинлиль была женой Энлиля, правителя богов. Она не была связана с каким-либо собственным городом, служа в первую очередь супругой Энлиля, и поэтому, вероятно, была искусственно созданным божеством, придуманным в качестве женского эквивалента Энлиля. Тем не менее, она считалась обладающей властью наравне с Энлилем; в одной из поэм Нинлиль заявляет: «Как Энлиль — твой господин, так и я — твоя госпожа!». В документах периода Ура III считается, что Нинлиль способна вершить судьбы подобно мужу, и эта пара совместно рассматривалась царями как источник царской власти. Суд, богиня-покровительница Шуруппака, стала считаться единым целым с Нинлиль, а в мифе «Энлиль и Суд» объясняется, что Суд было именем богини до того, как она вышла замуж за Энлиля, получив имя Нинлиль. Однако первоначально Суд была самостоятельным божеством, близким по характеру к Судаг, альтернативному имени жены Шамаша; путаница между Судаг и Суд(/Нинлиль) отражена в мифе, где Ишум, обычно считавшийся сыном Шамаша и его жены, вместо этого оказывается сыном Нинлиль. |
| Нинурта Нингирсу                       |             | Храм Э-шу-ме-ша в Ниппуре, Гирсу , Лагаше и позднее Калху в Ассирии                 | Сатурн              | Нинурта, также известный как Нингирсу, был месопотамским божеством-воином, которому поклонялись в Шумере с древнейших времён. Он был защитником богов от птицы Анзу после того, как она украла Скрижали судеб у его отца Энлиля, и, согласно мифу, который упоминается во многих произведениях, но никогда полностью не сохранился, он убил группу воинов, известных как «Погибшие герои». В эпической поэме «Лугаль-е» он убивает демона Асага и с помощью камней создаёт горы, чтобы ручьи и озёра впадали в реки Тигр и Евфрат для лучшего орошения земель. Его главными символами были парящая птица и плуг. |
| Нинхурсаг Дамгальнуна, Нинмах          |             | Храм Э-мах в Адабе, Кеш                                                             |                     | Нинхурсаг («Госпожа горных хребтов»), известная также как Дамгальнуна, Нинмах, Нинтур и Аруру, была месопотамской богиней-матерью. Её основные функции были связаны с рождением, (но, как правило, не с кормлением и воспитанием детей, за исключением источников из раннего Лагаша), и сотворением мира. Описания её как «матери» не всегда относились к материнству в прямом смысле или к родительству других божеств, но иногда вместо этого отражали её почитание и авторитет как старшего божества, подобно упоминаниям главных мужских божеств, таких как Энлиль или Ану, как «отцов». Некоторые смертные правители объявляли её своей матерью, что было зафиксировано ещё во времена правления Месилима из Киша (ок. 2700 года до н. э.). Она была женой Энки, хотя в некоторых местах (в том числе в Ниппуре) её мужем был Шульпае. Первоначально ни в одном городе Нинхурсаг не была богиней-покровительницей. Позже её главным храмом стал Э-Мах в Адабе, первоначально посвящённый второстепенному мужскому божеству Ашги. Она также ассоциировалась с городом Кеш, где она заменила местную богиню Нинтур, и её иногда называли «Белет-Или из Кеша» или «Она из Кеша». Возможно, её эмблемой был символ, похожий на позднюю греческую букву омега. |
| Ниншубур                               |             | Аккил; почиталась вместе с Инанной, как её суккаль                                  | Орион               | Ассириологи считают Ниншубур наиболее часто почитаемым суккалем («визирем»), типом божества, служащего личным помощником другого божества. Её госпожой была Инанна. Многие тексты свидетельствуют о том, что они считались очень близкими друг другу персонажами, причём в одном из текстов Ниншубур названа «любимым визирем» раньше других родственников Инанны, кроме её мужа Думузи. В списках богов она неизменно занимает первое место среди придворных Инанны, за ней обычно следует другое широко почитаемое божество — Нанайя. Она изображалась как способная «умиротворить» Инанну и как «непоколебимо верная» в своей преданности ей. В шумерском мифе об «Инанне и Энки» Ниншубур спасает Инанну от чудовищ, которых Энки посылает её схватить, а в «Сошествии Инанны в подземный мир» она обращается к богам Энлилю, Нанне и, наконец, к Энки, пытаясь убедить их спасти Инанну из подземного мира. Она считалась мудрым советником как для своих божественных хозяев, так и для человеческих правителей. Помимо того, что она была суккалем Инанны, она также служила Ану и божественному собранию. В поздней аккадской мифологии Ниншубур была синкритизирована с мужскими божествами-посланниками Илабратом и Папсуккалем, хотя этот процесс не был завершен до селевкидских времен. Ниншубур была популярна в сфере личной религии, например, как божество-покровитель определённой семьи, благодаря вере в то, что она может быть посредником между людьми и богами более высокого ранга. |
| Нисаба                                 |             | Эреш, позже Ниппур                                                                  |                     | Первоначально Нисаба была богиней зерна и земледелия, но, начиная с раннединастического периода, она превратилась в богиню письма, учёта и знаний писцов. Её главный культовый город Эреш, очевидно, был известен в ранний период, но после правления Шульги почти полностью исчез из записей. Тексты с упоминанием Нисабы спорадически встречаются к западу в Эбле и Угарите, хотя неизвестно, активно ли она почиталась дальше Мари. Нисаба была матерью богини Суд, синкретизированной с женой Энлиля Нинлиль, и поэтому считалась его свекровью. Хотя по менее распространенной традиции она была дочерью Энлиля, обычно её считали дочерью Ураша, а упоминания об Ану или Эа в качестве её отца известны из литературы 1-го тысячелетия до н. э. Её мужем был бог Хайя. Прямых свидетельств о храмах (в Ниппуре ей поклонялись в храме её дочери Нинлиль) и священнослужителях Нисабы мало, но литературные тексты обычно заканчивались доксологией «хвала Нисабе!» или другими обращениями к ней. Упоминаемый во многих текстах термин «дом мудрости Нисабы», скорее всего, был общим термином для учреждений, связанных с письменностью. После старовавилонского периода ей значение стало падать (особенно за пределами кругов писцов), хотя известны свидетельства, относящиеся к периоду правления Набополассара. |
| Уту Шамаш                              |             | Храмы Э-Баббар в Сиппаре и Ларсе                                                    | Солнце              | Уту, впоследствии известный как Шамаш, — древний месопотамский бог солнца, почитавшийся также как бог истины, справедливости и морали, сын Нанны и брат-близнец Инанны. Считалось, что Уту видит всё, что происходит в течение дня, и помогает смертным в беде. |
| Энки Нудиммуд, Ниншику, Эа             |             | Храм Э-Абзу в Эриду                                                                 | Южное небо          | Энки, позже известный как Эа, а также иногда упоминаемый как Нудиммуд или Ниншику, был богом подземного пресноводного океана, который также был тесно связан с мудростью, магией, заклинаниями, искусствами и ремеслами. Он был сыном либо Ана, либо богини Намму, и в первом случае являлся братом-близнецом Ишкура. Его женой была богиня Дамгальнуна (Нинхурсаг), а среди его детей — боги Мардук, Асарлухи, Энбилулу, мудрец Адапа и богиня Нанше. Его суккалем, или министром, был двуликий бог-посланник Исимуд. Энки был божественным благодетелем человечества, который помог людям пережить Великий потоп. В мифе «Энки и мировой порядок» он организует «в деталях каждую черту цивилизованного мира». В мифе «Инанна и Энки», он описывается как хранитель священных мэ — таблиц, касающихся всех аспектов человеческой жизни. Он ассоциировался с яшмой. |
| Энлиль Нунамнир, Эллиль                |             | Храм Экур в Ниппуре                                                                 | Северное небо       | Энлиль, позже известный как Эллиль, — бог ветра, воздуха, земли и бурь, главный из всех богов. Шумеры представляли себе Энлиля как благосклонное, отеческое божество, которое наблюдает за людьми и заботится об их благополучии. В одном из шумерских гимнов Энлиль описывается как настолько славный, что даже другие боги не могли смотреть на него. Его культ был тесно связан со священным городом Ниппуром, а после того, как Ниппур был разграблен эламитами в 1230 году до н. э., его культ пришел в упадок. В конечном счете, в роли главного божества ему стали подражать Мардук, национальный бог вавилонян, и Ассур, выполнявший аналогичную роль у ассирийцев. Он был связан с ляпис лазурью. |
| Эрешкигаль                             |             | Кута                                                                                | Гидра               | Эрешкигаль была царицей месопотамского подземного мира. Она жила во дворце, известном как Ганзир. В ранних сказаниях её мужем является Гугаланна, характер которого не определён, но позднее на эту роль был назначен северный бог Нергал. Её привратником был бог Нети, а её суккалем — Намтар. В мифе «Нисхождение Инанны в подземный мир» Эрешкигаль описывается как «старшая сестра» Инанны. В списке богов Ан = Анум она открывает раздел, посвящённый божествам подземного мира. |

## Первоначальные божества
Различные цивилизации на протяжении месопотамской истории имели множество различных историй о сотворении мира. Самые ранние рассказы о сотворении мира — это структурно несложные повествования на шумерском языке, датируемые концом 3-го тысячелетия до н. э. В основном они сохранились как краткие прологи к более длинным мифографическим композициям, посвященным другим сюжетам, таким как «Инанна и дерево Хулуппу», «Сотворение Пикакса»,"Энки и Нинмах". Более поздние рассказы гораздо более изощренные, в них добавлены многочисленные поколения богов и первоначальных существ.
Самым длинным и известным из них является вавилонский «Энума Элиш», или «Эпос Творения», состоящий из семи табличек. Дошедшая до нас версия Энума Элиш могла быть написана не ранее конца 2-го тысячелетия до н. э., но она в значительной степени опирается на более ранние материалы, включая различные произведения, написанные в аккадский, старовавилонский и касситский периоды в начале 2-го тысячелетия до н. э. К категории первозданных существ, часто встречающихся в заклинаниях, относились пары божественных предков Энлиля и реже Ану. По крайней мере, в некоторых случаях эти сложные генеалогии приписывались главным богам, чтобы избежать последствий божественного кровосмешения.
Фигуры, появляющиеся в теогониях, обычно рассматривались месопотамцами как древние и уже не действующие в отличие от обычных богов.
Саргон II положил начало тенденции писать своё имя теми же знаками, что и имя Аншара, первобытного существа, считавшегося отцом Ану в теологии «Энума Элиш».
| Имя            | Изображение | Описание |
| -------------- | ----------- | --- |
| Абзу           |             | В вавилонском эпосе творения «Энума Элиш» Абзу — первозданная неопределенность, супруг богини Тиамат, убитой богом Эа (Энки). Абзу был олицетворением подземных первоначальных вод. |
| Алала и Белили |             | Алала и Белили были предками Ану, обычно фигурируя в качестве последней пары в списках богов, в традиции происхождения Ану. Алала был также принят в хурро-хеттскую мифологию под именем Алалу. Возможно, Алала и Белили были поставлены в пару только потому, что оба имени являются итеративными. Имя Белили могло также обозначать богиню, считавшуюся сестрой Думузи. Утверждается, что она была единым целым с первоначальным божеством, но эта точка зрения не является общепринятой, и Манфред Креберник утверждает, что в настоящее время невозможно установить, были ли они одним целым. |
| Аншар и Кишар  |             | В некоторых мифах и списках богов Аншар и Кишар — первозданная пара, соответственно мужчина и женщина. В вавилонском «Энума Элиш» они — вторая пара потомков, рожденных от Абзу и Тиамат, и родители верховного бога Ана. В частичной переработке «Энума Элиш» новоссирийского периода была сделана попытка объединить роли Мардука и Аншара, которую Уилфред Дж. Ламберт назвал «совершенно поверхностной, поскольку она погружает сюжет в хаос, приписывая роль Мардука его прадеду, не делая никаких попыток сгладить возникшую путаницу». В других поздних источниках Аншар иногда фигурирует среди «побеждённых» мифических антагонистов. Во фрагментированном тексте селевкидского или парфянского времени он, по-видимому, был побеждён Энки и малоизвестной богиней Нинамакаллой. |
| Дури и Дари    |             | Согласно так называемой «Теогонии Ану», Дури и Дари, чьи имена производные от аккадского словосочетания, означающего «во веки веков», были предками Ану . Они представляли «вечное время как главную силу творения» и, вероятно, развивались как персонифицированная форма ранее существовавших космологических представлений. В одном тексте они названы предками Энлиля. Впервые они появляются в заклинании времен правления Самсу-илуна в старовавилонский период. |
| Лугальдукуга   |             | В некоторых традициях Лугальдукуга был отцом Энлиля, хотя иногда его называли дедом. Как и Энмешарра, он считался побеждённой теогонической фигурой, и иногда их приравнивали. Он может быть аналогичен Эндукуге, другому предку Энлиля из списков богов. |
| Намму          |             | Намму — первозданная богиня, которая, по некоторым шумерским преданиям, родила Ана и Ки. Со временем она стала считаться матерью Энки и почиталась как важная богиня-мать. Поскольку клинописный знак, которым написано её имя, совпадает со знаком энгур, синонимом Абзу, весьма вероятно, что первоначально она понималась как олицетворение подземных первобытных вод. |
| Тиамат         |             | В вавилонском эпосе о сотворении мира «Энума Элиш» после разделения неба и земли богиня Тиамат и её супруг Абзу были единственными божествами. В паре мужчина-женщина они спариваются, и Тиамат рождает первое поколение богов. Эа (Энки) убивает Абзу, и Тиамат рождает одиннадцать чудовищ, чтобы отомстить за смерть своего возлюбленного. В конце концов Мардук, сын Энки и национальный бог вавилонян, убивает Тиамат и использует её тело для создания земли. В ассирийской версии этой истории Тиамат убивает Ашшур. Тиамат была олицетворением первобытных вод, и трудно сказать, как представлял себе её облик автор «Энума Элиш». |
| Энки и Нинки   |             | Энки и Нинки — два первоначальных существа, которые считались первым поколением среди предков Энлиля. Энки и Нинки, а также различные пары божеств, имена которых начинаются с «Эн» и «Нин», фигурируют в качестве предков Энлиля в различных источниках: списках богов, заклинаниях, литургических текстах, а также в шумерском произведении «Смерть Гильгамеша», где одноименный герой встречается с этими божественными предками в подземном мире. Самым древним документом, сохранившим эту традицию, является список богов Фары раннединастического периода. Иногда всех предков вместе называли «Энки и Нинки». Энки, предка Энлиля, не следует путать с богом Энки/Эа, который является отдельной и не связанной с ним фигурой. Имя предка Энки означает «Господин земли», а значение имени бога Эриду неопределенно, но не то же самое, о чём свидетельствуют некоторые надписи, включающие опускаемую букву «г» на конце. |
| Энмешарра      |             | Энмешарра был второстепенным божеством подземного мира. Семь, восемь или пятнадцать других второстепенных божеств считались его потомством. Его символом был сушуру (разновидность голубя). Иногда его считали отцом Энлиля, или его дядей. В текстах упоминается о борьбе между Энмешаррой и Энлилем или, возможно, Нинуртой, и его последующем заточении. В некоторых традициях считалось, что таким образом Энлиль получил контроль над судьбами. В одном из поздних мифов он описывается как враг Мардука. |

## Второстепенные божества
| Имя                       | Изображение | Главные культовые центры                                       | Описание |
| ------------------------- | ----------- | -------------------------------------------------------------- | --- |
| Айя Шерида, Нин-Айя       |             | Сиппар и Ларса                                                 | Шерида (шумерская) или Айя (аккадская) — жена бога солнца Уту/Шамаша и богиня рассвета. Наиболее распространенным эпитетом для неё был kallatum, который можно понимать и как «невеста», и как «невестка». Особенно популярна она была в старовавилонский период и нововавилонский период (626 год до н. э. — 539 год до н. э.). |
| Аламмуш                   |             | почитался вместе с Нанной в Уре, как его суккаль               | Аламмуш был суккалем Нанны. В известных литературных текстах он встречается очень редко, хотя в одном случае, возможно, во фрагменте мифа о Нанне, отправляющемся в путешествие, он описывается как «подходящий для правосудия, как Уту». |
| Ама-архуш                 |             | Урук                                                           | Ама-архуш (Нин-ама архушшу; «(Госпожа) Сострадательная мать») — малоизвестное месопотамское божество, которое в одном из текстов объявляется как титул богини медицины Гулы. Было высказано предположение, что присутствие Ама-Архуш в поздних теофорных именах из Урука объясняет, почему Гула не засвидетельствована в них, несмотря на то, что ей поклонялись в городе. Возможно, что она рассматривалась просто как её проявление или синоним, поскольку в Уруке она больше не засвидетельствована. |
| Амасагнуди                |             | Урук                                                           | Амасагнуди была женой Папсуккаля в списке богов Ан = Анум и в селевкидском Уруке. Согласно одному из старовавилонских текстов, она была суккалем Ану, и существует предположение, что первоначально она была эпитетом Ниншубур. Ассириолог Франс Виггерманн переводит её имя как «мать, которую нельзя оттолкнуть». |
| Амашилама                 |             |                                                                | Амашилама была дочерью Ниназу и его жены Нингириды и одной из двух сестёр Нингишзиды. О ней известно из списка богов Ан = Анум и одного мифического сочинения. Торкильд Якобсен идентифицирует её как богиню-пиявку. Однако, как отмечает ассириолог Натан Вассерман, пиявки достоверно засвидетельствованы только в поздних медицинских текстах, а образ пиявки в месопотамской литературе — это образ «небожественного, вредоносного существа». |
| Анту                      |             | Храмовый комплекс Реш в Уруке                                  | Анту — богиня, созданная в аккадский период (ок. 2334—2154 года до н. э.) в качестве супруги Ану , и фигурирующая в этой роли в списке богов Ан = Анум. Её имя — женский вариант имени Ану. Ей поклонялись в конце 1-го тысячелетия до н. э. в Уруке в недавно построенном, на тот момент времени, храмовом комплексе, посвящённом Ану. Её возвеличивание наряду с мужем было связано с теологической тенденцией в период правления Ахеменидов и Селевкидов, которая расширяла их роль за счет Иштар. Немецкий эллинист Вальтер Буркерт предположил, что греческая богиня Диона, упоминаемая в V книге «Илиады» как мать Афродиты, была калькой Анту. |
| Ануниту                   |             | Аккад и Сиппар-Амнанум                                         | Аннунитум («Воинственная») первоначально была эпитетом Иштар, но затем стала самостоятельной богиней. Впервые она упоминается в документах периода Ура III. Это была богиня-воительница, имевшая ряд общих эпитетов с Иштар. Возможно, на печатях она изображалась с оружием, похожим на трезубец. В документах из Сиппара она иногда выступала в качестве божественного свидетеля. Аналогичная по имени и, возможно, родственная богиня Анну была популярна в Мари. |
| Аруру                     |             | Кеш                                                            | Изначально Аруру была отдельной второстепенной богиней, считавшейся агрессивной и связанной с растительностью; однако, несмотря на отсутствие связи с рождением или созиданием, впоследствии её стали объединять с Нинхурсаг. Иногда вместо неё синкретизировали с Нисабой, в этом случае объединение должно было подчеркнуть авторитет последней. |
| Асарлухи                  |             | Куара                                                          | Асарлухи первоначально был местным богом деревни Куара, расположенной недалеко от города Эриду. Со временем он стал считаться богом магического знания и считался сыном Энки и Нинхурсаг. Позже он был поглощен как аспект Мардука. В стандартной вавилонской магической традиции имя «Асарлухи» используется лишь как альтернативное имя Мардука. |
| Ашги                      |             | Адаб и Кеш                                                     | Ашги был одним из главных богов Адаба в раннединастический и саргонский периоды. Неясно, был ли он первоначально супругом или сыном богини Нинту, аналогичной Нинхурсаг. В более поздние периоды он считался её сыном, а её муж Шульпае указан как его отец в списке богов Ан = Анум. Его мать заменила его в качестве божества-покровителя Адаба в более поздние периоды. |
| Бел-Сарби Лугаль-асаль    |             | Шапаззу                                                        | Имя Бел-Сарби в переводе с аккадского означает «Господин тополя» (под этим деревом подразумевается Populus euphratica). Он также мог выступать в качестве одного из богов, связанных с подземным миром. |
| Белет-Сери                |             | Урук                                                           | Белет-Сери («Хозяйка степи») — богиня, выполнявшая функции писца подземного мира. Её отожествляли с Гештинанной или с Губаррой — шумерским именем супруги Амурру, Ашратум. |
| Бизилла                   |             | Хурсагкалама                                                   | Бизилла была богиней, тесно связанной с Нанайей. Предполагается, что, как и Нанайя, она была богиней любви. Она также, скорее всего, считалась суккалем жены Энлиля Нинлиль в Хурсагкаламе, её культовом центре, расположенном недалеко от Киша. |
| Бильгамес Гильгамеш       |             | Урук, небольшое селение близ Ура, Лагаш, Гирсу, Дер, Ниппур    | Большинство историков сходятся во мнении, что Гильгамеш был историческим царем шумерского города-государства Урук, который, вероятно, правил в начале раннединастического периода (ок. 2900—2350 годов до н. э.). Несомненно, что в поздний раннединастический период Гильгамешу поклонялись как богу в различных местах Шумера. В XXI веке до н. э. Утухенгаль, царь Урука, принял Гильгамеша в качестве своего божества-покровителя. Цари Третьей династии Ура особенно любили Гильгамеша, называя его своим «божественным братом» и «другом». В этот период вокруг него сложилось большое количество мифов и легенд. Вероятно, в средневавилонский период (ок. 1600 года до н. э. — ок. 1155 года до н. э.) писец по имени Син-леки-уннинни составил «Эпос о Гильгамеше» — эпическую поэму на аккадском языке, повествующую о героических подвигах Гильгамеша. В начале поэмы Гильгамеш описывается как на «одну треть человек, на две трети божество». Очень мало свидетельств поклонения Гильгамешу относится к временам, более поздним, чем старовавилонский период. В одном из поздних источников говорится, что ему поклонялись во время церемоний, связанных с умершими, наряду с Думузи и Нингишзидой . В заклинаниях он обычно фигурировал вместе с такими мелкими божествами подземного мира, как Нингишзида, Гештинанна, Намтар и его семья. Существуют также свидетельства о Гильгамеше как о слуге Нергала и Эрешкигаль, в частности, как о паромщике мёртвых. |
| Биртум                    |             |                                                                | Биртум был мужем богини тюрьмы Нунгаль. Его имя, означающее на аккадском языке «Путы» или «Оковы», грамматически женское, но сам он являлся мужским божеством. |
| Биту                      |             |                                                                | Основная функция Биту — привратник (ì-du8) подземного мира. В старых публикациях его имя читалось как Нети. В «Сошествии Инанны в подземный мир» он проводит Инанну через семь ворот подземного мира, снимая с неё одну из одежд у каждых ворот, так что когда она предстает перед Эрешкигаль, то оказывается обнажённой и символически бессильной. |
| Бунене                    |             | Сиппар, Урук и Ассур                                           | Бунене был суккалем и возничим бога солнца Уту. Ему поклонялись в Сиппаре и Уруке в старовавилонский период, а позднее — в Ассуре. По некоторым данным, он мог быть сыном Уту. Однако в Сиппаре он считался зятем аккадского аналога Уту — Шамаша, а его женой была дочь Шамаша и Айи — Маму или Мамуд. |
| Вер Мер, Бер, Илувер      |             |                                                                | Вер — бог погоды, которому поклонялись главным образом в северной Вавилонии и Ассирии. Он появляется в старовавилонской версии «Эпоса о Гильгамеше», где говорится, что кедровая гора принадлежала ему и что он назначил Хумбабу её хранителем. Скорее всего, это не то же самое божество, что Итур-Мер из Мари, предположительно бывшим по происхождению обожествлённым героем. |
| Гареус                    |             | Урук                                                           | Гареус — бог, привнесенный в Урук в конце античности парфянами, построившие ему небольшой храм около 100 года н. э. Это было синкретическое божество, сочетавшее в себе элементы греко-римского и вавилонского культов. |
| Газбаба                   |             |                                                                | Газбаба была богиней эротической любви, и тесно связана с Нанайей. Шурпу описывает её как сайяхату, «улыбающуюся», что, вероятно, является отсылкой на частое упоминание улыбки в аккадской эротической литературе. Её имя происходит от аккадского слова kazbu, которое можно перевести как «сексуальное влечение». |
| Гатумдуг                  |             | Лагаш                                                          | Гатумдуг — богиня из раннего пантеона Лагаша. Хотя значение её имени неизвестно, её описывали как мать города или его основательницу. Согласно надписям Гудеа, она назначила его ламмой (божеством-покровителем). Позже её приравняли к Бау. |
| Гештинанна                |             | Ниппур, Исин и Урук                                            | Гештинанна — сельская сельскохозяйственная богиня, иногда связанная с толкованием снов. Она была сестрой Думузида, бога пастухов. В одном из мифов она защищает своего брата, когда демоны галлу приходят, чтобы утащить его в подземный мир, пряча его последовательно в четырёх разных местах. В другом мифе о смерти Думузида она отказывается сказать галлу, где он прячется, даже после того, как они пытают её. В конце концов галлу забирают Думузида после того, как его предает безымянный «друг», но Инанна постановляет, что они с Гештинанной будут меняться местами каждые полгода, каждая из них половину года проводит в подземном мире, а другая остаётся на небесах. Находясь в подземном мире, Гештинанна служит писцом Эрешкигаль. В Лагаше она считалась женой Нингишзиды и ассоциировалась с его символом — мушрушу. По мнению Джулии М. Ашер-Грив, в мифах она была связана с Гештиндуду, другой второстепенной богиней, только дружбой — редкая связь между неродственными месопотамскими богинями. |
| Гибил                     |             |                                                                | Гибил был обожествлёным огнём. По мнению Джереми Блэка и Энтони Грина, он «представлял огонь во всех его аспектах: как разрушительную силу и как палящий зной месопотамского лета; и как созидательную силу, огонь в кузнечной печи и огонь в печи, где пекут кирпичи, и, таким образом, понимался как „основатель городов“». Традиционно считался сыном Ана и Шалы, но иногда его называют сыном Нуску. |
| Гугаланна                 |             |                                                                | Гугаланна — первый муж Эрешкигаль, царицы подземного мира. Его имя, вероятно, первоначально означало «смотритель канала Ана» и могло быть просто альтернативным именем Эннуги. Сын Эрешкигаль и Гугаланны — Ниназу. В «Сошествии Инанны в подземный мир» Инанна говорит привратнику Нети, что спускается в подземный мир, чтобы присутствовать на похоронах «Гугаланны, мужа моей старшей сестры Эрешкигаль». |
| Гунура                    |             |                                                                | Гунура была дочерью Нинисины и, следовательно, сестрой Даму. Она не ассоциировалась с другими богинями-целительницами, такими как Нинкаррак. |
| Даму                      |             | Исин, Ларса, Ур и Гирсу                                        | Даму — бог, управляющий врачеванием и медициной. Он был сыном Нинисины или Гулы. В некоторых текстах «Даму» используется как другое имя Думузида, но это может быть другое слово, означающее «сын». В Эбле и Эмаре поклонялись и другому богу по имени «Даму», но это может быть местный герой, а не тот же самый бог врачевания. По мнению Альфонсо Арчи, эблаитского Даму следует понимать как обожествленное понятие родственной группы, а не персонифицированное божество. Официальный культ Даму исчез примерно после старовавилонского периода. |
| Дингирма                  |             | Кеш                                                            | Дингирма была богиней из Кеша, считавшаяся аналогом Нинхурсаг. Её имя означает «Возвышенное божество». Если в литературных текстах имена Дингирмы и Нинхурсаг могут чередоваться, то в административных текстах из Кеша используется исключительно первое. |
| Думузи-абзу               |             | Государство Лагаш , особенно Кунунир                           | Думузи-абзу — местная богиня-покровительница Кинунира, поселения на территории государства Лагаш. Её имя, которое, вероятно, означает «Доброе дитя Абзу», иногда сокращалось до Думузи, но очевидной связи с богом Думузи у неё нет. Возможно, что в раннединастических и саргонических источниках имя Думузи часто относилось к Думузи-абзу, а не к мужу Инанны. Предполагается, что она принадлежала к кругу божеств, связанных с Нанше. Возможно, что Думузи-абзу считалась женой Хендурсаги в 3-м тысячелетии до н. э. |
| Дуттур                    |             |                                                                | Дуттур была матерью Думузи. Торкильд Якобсен предложил понимать её как обожествление овцы (взрослой самки). Однако её имя не имеет этимологического родства с какими-либо засвидетельствованными терминами, связанными с овцами, и было высказано предположение, что хотя она определенно была богиней, связанной со скотом и скотоводством, она не обязательно была связана исключительно с овцами. |
| Идлуругу Ид               |             | Ид (современный Хит)                                           | Идлуругу был богом, олицетворявшим концепцию испытания ордалией, в частности, речной ордалией. Термин i7-lú-ru-gú, «река, принимающая человека» или «река, противостоящая человеку», мог относиться как к нему, так и к процедуре. |
| Игалима                   |             | Лагаш                                                          | Игалима был сыном Бау и Нингирсу. В списках приношений он встречается рядом с Шульгашой. |
| Илаба                     |             | Аккад                                                          | Илаба ненадолго был главным божеством в аккадский период, но, по-видимому, был совершенно безвестен во все остальные периоды месопотамской истории. Он был тесно связан с царями Аккадской империи. |
| Илабрат                   |             | Ассур , город близ Нузи                                        | Илабрат был суккалем, или личным помощником Ану. Он появляется в «мифе об Адапе», где говорит Ану, что южный ветер не дует потому, что Адапа, жрец Эа в Эриду, сломал ему крыло. |
| Ирнина                    |             |                                                                | Ирнина — богиня победы. Она могла функционировать как самостоятельное божество при дворе Нингишзиды, а также как титул главных богинь. |
| Исимуд                    |             | Поклонялись вместе с Энки в качестве его суккаля               | Исимуд, позже известный как Усму, был суккалем, или личным помощником Энки. Его имя родственно слову, означающее «имеющий два лица», и в искусстве он изображается с лицом по обе стороны головы. В мифах об «Энки и Нинхурсаг», «Инанне и Энки» он выступает как посланник Энки. |
| Ишмекараб                 |             | Храм Шамаша Э-Баббар в Ларсе                                   | Один из одиннадцати «стоячих богов Э-баббара», божественных судей, помогавших Шамашу, а также член различных ассирийских групп божеств-судей. Хотя имя Ишмекараба имеет аккадское происхождение: оно означает «он (или она) услышал плательщика», Ишмекараб также встречается в эламских источниках как помощник бога-судьи Иншушинака, как в юридических документах, так и в текстах о подземном мире. Пол Ишмекараба неясен, но Уилфред Дж. Ламберт считает более вероятным, что это божество было мужским. |
| Ишум                      |             |                                                                | Ишум был популярным, но не очень известным богом, которому поклонялись начиная с раннединастического периода. Во фрагментарном мифе он описывается как сын Шамаша и Нинлиль, но обычно его называют сыном Шамаша и его жены Айи. Первая генеалогия, вероятно, является результатом путаницы между Судом (Нинлиль) и Судаг, титулом жены бога солнца. Он был в целом благожелательным божеством, выполнявшим функции ночного сторожа и защитника. Возможно, это тот же бог, что и шумерский Хендурсага, поскольку оба они, по преданию, были мужьями богини Нинмуг. Иногда его связывали с подземным миром и считали, что он оказывает успокаивающее влияние на Эрру, бога ярости и насилия. |
| Кабта                     |             |                                                                | Кабта был божеством, обычно связанным с Нинсианной. |
| Какка                     |             | Машкан-шаррум                                                  | Какка был суккалем Ану в мифе «Нергал и Эрешкигаль» и Аншара в списке богов Ан = Анум и в «Энума Элиш». Не следует путать Какку с другим неродственным божеством по имени Какка, известным из Мари, которая была богиней врачевания, связанной с Нинкаррак и Ниншубур. |
| Канисурра                 |             | Урук, Киш                                                      | Канисурра (также Гансурра, Ганисурра) — богиня из свиты Нанайи. Она была известна как bēlet kaššāpāti, «владычица колдуний». Однако её характер и функции остаются неясными. Было высказано предположение, что её имя первоначально обозначало место в загробном мире из-за сходства с шумерским словом ganzer — вход в подземный мир. В поздних богословских источниках она считалась парикмахером Нанайи и одной из двух «дочерей Эзиды». |
| Ки                        |             | Умма, Лагаш                                                    | Ки — шумерская богиня, олицетворявшая землю. В некоторых шумерских рассказах она предстает как первозданное существо, которое совокупляется с Аном и производит на свет различные растения. Ан и Ки вместе были объектом поклонения в Умме и Лагаше в период Ура III, но свидетельства поклонения ей скудны, и её имя иногда писалось без знака дингир, обозначающего божественность. Фрагментарный позднеассирийский список богов, похоже, рассматривает её и другую фигуру, считавшуюся женой Ану, Ураш, как одно и то же, и упоминая «Ки-Ураш». |
| Киттум                    |             | Бад-тибира, Рахабу                                             | Киттум была дочерью Уту и Шериды. Её имя означает «Истина». |
| Кус                       |             |                                                                | Кус — бог пастухов, упоминаемый в «Теогонии Дунну». |
| Кусу                      |             | Лагаш, Ниппур                                                  | Кусу — богиня очищения, к которой часто обращались в аккадских молитвах šuillakku, прося помощи в решении проблем человека. Она считалась олицетворением одного из видов ритуальных кадильниц. В позднем тексте говорится, что «утка — птица Кусу». |
| Лагамар                   |             | Дильбат                                                        | Лагамар, имя которого в переводе с аккадского означает «Беспощадный», был второстепенным богом, которому поклонялись в Дильбате как сыну бога-покровителя города Ураша (не путать с богиней земли). Он был связан с подземным миром. Ему также поклонялись в Эламе, где он был связан с Ишмекарабом и подземным судьёй Иншушинаком. |
| Лагуда                    |             | Немед-Лагуда                                                   | Лагуда был богом, связанным с Персидским заливом. Он фигурирует в тексте «Обращение Мардука к демонам», согласно которому он возвышает одноименного бога в «нижнем море». Он мог быть связан с другими божествами, имеющими морские ассоциации, такими как Сирсир и Лугальабба. |
| Лахар                     |             |                                                                | Лахар был богом, связанным с овцами. Исследования показывают, что обычно его считали мужским божеством, хотя в переводах Сэмюэля Ноа Крамера он первоначально трактовался как богиня. В поэме «Спор между скотом и зерном» Лахар и Ашнан созданы Ануннаками для обеспечения их пищей. Они произвели большое количество пищи, но напиваются вином и начинают ссориться, поэтому Энки и Энлиль вмешиваются и объявляют Ашнан победительницей. |
| Лац                       |             | Кута, Лагаба                                                   | Лац была одной из богинь, которые могли считаться супругами Нергала. В Вавилонии она стала более распространённой богиней, начиная с правления Куригалзу II. В Ассирии аналогичное явление засвидетельствовано начиная с правления Тиглатпаласара III и далее. В старовавилонский период женой Нергала обычно была Маммитум. Уилфред Дж. Ламберт предположил, что Лац была богиней врачевания, поскольку в толковой версии списка богов Вейднера она приравнивается к Бау, а другие аналогичные документы ставят её в один ряд с Гулой, где обе считались одинаковыми. |
| Лисин                     |             | Адаб и Кеш                                                     | Лисин и её брат Ашги почитались в Адабе и Кеше. Её мужем был бог Нинсикила. В шумерские времена Лисин считалась богиней-матерью. Она отождествлялась со звездой альфы Скорпиона. Позже пол Нинсикилы и Лисин поменялись местами. |
| Лугальабба                |             | Ниппур                                                         | Лугальабба («Владыка моря») — бог, связанный как с морем, так и с подземным миром. |
| Лугальбанда               |             | Урук, Ниппур и Куара                                           | Лугальбанда был ранним легендарным царём шумерского города-государства Урук, впоследствии объявленный богом. Он был мужем богини Нинсун и отцом смертного героя Гильгамеша. Он упоминается как бог наряду с Нинсун в списке божеств ещё в раннединастический период. Сохранился также краткий фрагмент мифа о нём, относящийся к этому же периоду. Во времена Третьей династии Ура все цари приносили жертвы Лугальбанде как богу в священном городе Ниппуре. В двух эпических поэмах о Лугальбанде рассказывается, как он в одиночку успешно преодолевал опасные горы, хотя ему мешала тяжёлая болезнь. В шумерском списке царей он назван пастухом, правившим 1200 лет. У него были близкие отношения с богиней Инанной. |
| Лугаль-ирра и Месламта-эа |             | Кисига                                                         | Лугаль-ирра и Месламта-эа — боги-близнецы, которым поклонялись в деревне Кисига, расположенной на севере Вавилонии. Они считались хранителями дверных проёмов и, возможно, первоначально представлялись как близнецы, охраняющие ворота подземного мира, которые разрубали мертвых на части, когда те проходили через ворота. В новоассирийский период их небольшие изображения помещались у входов, причём Лугаль-ирра всегда располагался слева, а Месламта-эа — справа. Они идентично, изображаются в рогатых шапках, где каждый держит топор и булаву. Их отождествляют с созвездием Близнецов, названным в их честь. |
| Лулал Латарак             |             | Бад-тибира                                                     | Лулал, также известный как Латарак на аккадском языке, был богом, тесно связанным с Инанной, но их отношения неясны и неоднозначны. Он появляется в «Сошествии Инанны в подземный мир». Похоже, что он был прежде всего богом-воином, но он также был связан с домашними животными. В одном из гимнов он называется «хозяином открытой страны». |
| Лумма                     |             | Ниппур и Умма                                                  | Чтение теонима LUM-ma неясно. Бог, носящий его, считался стражем (udug) Экура, храма Энлиля в Ниппуре, или демоном подземного мира (gallû). Джанни Маркези описывает его как «демона-жандарма высшего класса». Он считался фигурой низкого ранга, служащей при других божествах, но тем не менее способной вознаграждать за праведность. Согласно тексту шумерского плача, его матерью была богиня Нинмуг. Высказывалось предположение, что первоначально он был обожествлённым человеческим правителем. Аналогичное происхождение предлагалось и для ряда других богов подобного характера, например, Хаданиша (имя которого совпадает с именем царя Хамази). |
| Мами Мама                 |             |                                                                | Мами или Мама — богиня-мать, имя которой означает «Мать». Возможно, это та же богиня, что и Нинхурсаг. |
| Маммитум                  |             | Кута                                                           | Маммитум была одной из богинь, которые могли быть определены как жёны Нергала. В старовавилонский период именно она наиболее известна, как жена Нергала. Возможно, что первоначально она была женой Эрры, а не Нергала, и была представлена Куте только вместе с ним. Её имя может означать «Клятва» или «Мороз» (по сходству с аккадским словом mammû, «лёд» или «мороз»). Поскольку её имя омофонично Мами, богине рождения или «божественной повитухе», некоторые исследователи предполагают, что это одно и то же божество. Однако доказано, что это были отдельные божества. |
| Маму                      |             | Сиппар                                                         | Маму или Мамуд — дочь Айи и Шамаша, почитавшаяся в Сиппаре. Она была богиней снов. Её мужем был Бунене. |
| Мандану                   |             | Вавилон, Киш                                                   | Мандану — божественный судья, засвидетельствованный после старовавилонского периода, но отсутствующий в более древних списках богов, таких как так называемые списки Вейднера и Ниппура. По мнению ассириолога Манфреда Креберника, его можно считать олицетворением мест суда. Он входил в круг божеств, связанных с Мардуком. |
| Манзат                    |             | Дер                                                            | Манзат («Радуга») — аккадская богиня радуги. Ей поклонялись в городе Дере, и иногда считали женой бога-покровителя города Иштарана. Её титулы, такие как «Госпожа небесных правил» и «Спутница небес», подчеркивали её астральный характер, хотя она также ассоциировалась с процветанием городов. За пределами Месопотамии ей также поклонялись в Эламе, где она, возможно, считалась женой Симута. |
| Марту Аммуру              |             | Вавилон, Ассур                                                 | Марту, по-аккадски известный как Амурру, был божественным олицетворением кочевников, которые начали появляться на окраинах месопотамского мира в середине 3-го тысячелетия до н. э., сначала с запада, а затем и с востока. Его описывали как божество, которое «бушует над землей, как буря». В одном из мифов описывается, как дочь бога Нумушды настаивает на браке с Марту, несмотря на его непривлекательные привычки. В старовавилонском и касситском искусстве Амурру изображается как бог, одетый в длинные одежды и несущий скимитар или пастушеский посох. |
| Мишару                    |             |                                                                | Мишару («Справедливость») был сыном Адада и Шалы. Его женой была Ишарту («Праведность»). |
| Нанибгаль                 |             | Эреш                                                           | Нанибгаль первоначально была титулом или альтернативным именем Нисабы, но со временем превратилась в самостоятельную богиню, упоминаемую в списке богов Ан = Анум и в ряде ритуалов. У неё был супруг Эннуги и своя роль придворной Нинлиль. |
| Ниминтабба                |             | Ур                                                             | Ниминтабба была второстепенной богиней, входившей в свиту Нанны, бога-покровителя Ура. В период правления царя Шульги она имела храм в Уре. Возможно, первоначально она была божеством более важного теологического значения, но со временем её значение уменьшилось. |
| Нин-MAR.KI Нинмар?        |             | Хурим, Гуабба, Лагаш                                           | Нин-MAR.KI (чтение неопределено) была дочерью Нанше. |
| Ниндара                   |             | Гирсу, Ки’еша                                                  | Ниндара был мужем Нанше. |
| Нинегаль Белет Эккалим    |             | Ниппур, Умма, Лагаш, Дильбат                                   | Нинегаль или Нинегалла, известная на аккадском языке как Белет Экаллим (оба слова означают «Владычица дворца»), была второстепенной богиней, считавшейся божеством-покровительницей дворцов царей и других высокопоставленных лиц. Она была женой Ураша, городского бога Дильбата, и в некоторых местах ей поклонялись вместе с ним и их сыном Лагамаром. «Нинегаль» могла выступать и как эпитет других божеств, особенно Инанны, а также Нунгаль. За пределами Месопотамии она была популярна в Катне, где служила богиней-покровительницей города. |
| Нингаль Никкаль           |             | Храм Эрешкигаль в Уре и Харране                                | Нингал («Великая царица»), позже известная под искаженной формой Никкаль, была женой бога луны Нанна-Суэна и матерью бога солнца Уту. Хотя ей поклонялись во все периоды древней месопотамской истории, её роль описывается исследователями как «пассивная и вспомогательная». |
| Нингикуда                 |             | Ур                                                             | Нингикуга — богиня тростника и болот. Её имя означает «Госпожа чистого тростника». Она — дочь Ану и Намму и одна из многочисленных супруг Энки. |
| Нингирида                 |             |                                                                | Нингирида была женой Ниназу и матерью Нингишзиды и двух его сестёр. Отрывок, в котором Нингирида заботится о младенце Нингишзиде, считается одним из единственных в месопотамской литературе упоминаний о божествах в младенчестве и о богинях, кормящих грудью. |
| Нингирима                 |             | Муру, Гирима близ Урука                                        | Нингирама была богиней, связанной с заклинаниями, водой и рыбой, к которой обращались за защитой от змей. Высказывалось мнение, что в ранний период она была объединена с Нинкилимом, божеством мангустов, но уже в период правления Асархаддона она является самостоятельным божеством. |
| Нингишзида                |             | Лагаш                                                          | Нингишзида — бог, обычно обитающий в подземном мире. Он сын Ниназу, и его имя, возможно, этимологически происходит от фразы, означающей «Владыка доброго дерева». В шумерской поэме «Смерть Гильгамеша» герой Гильгамеш умирает и встречает Нингишзиду, вместе с Думузидом, в подземном мире. Гудеа, шумерский царь города-государства Лагаш, почитал Нингишзиду как своего личного защитника. В мифе об Адапе Думузид и Нингишзида описываются как охраняющие врата высших Небес. Нингишзида ассоциировался с созвездием Гидры. |
| Нингублага                |             | Киабриг, Ур, Ларса                                             | Нингублагу связывали со скотом. Считалось, что он присматривает за стадами, принадлежащими богу луны Нанне. Употребление говядины считалось для него запретным. Он также играл апотропеическую роль и фигурировал во многих заклинаниях, например, против укуса скорпиона. |
| Нинигизибара              |             | Умма, Урук                                                     | Нинигизибара была обожествлённой арфой, которая могла считаться советницей Инанны. |
| Нинимма                   |             | Ниппур                                                         | Нинимма была придворной Энлиля, считалась его писцом и иногда кормилицей его детей. Как и другие богини из окружения Энлиля, она имела храм в Ниппуре. В мифе «Энки и Нинмах» она — одна из семи богинь рождения, остальные шесть — Шузианна, Нинмада, Ниншар, Нинмуг, Мумуду и Ниннигинна. Её мужем был Гушкинбанда, которого в пояснительном тексте называют «ювелир Эа». Известны также эпизодические упоминания Ниниммы как мужского божества, и в этом контексте его называли «писец Эа». |
| Нинкаси                   |             | Шуруппак, Ниппур                                               | Нинкаси была богиней пива. Она ассоциировалась с Ширашем, богом пивоварения. В одном из гимнов её родителями считаются Энки и Нинти, хотя также говорится, что она была воспитана Нинхурсаг. Иногда Нинкаси рассматривалась как мужское божество. В так называемом списке богов Вейднера Нинкаси фигурирует среди хтонических божеств наряду с богиней тюрьмы Нунгаль. |
| Нинкилим                  |             |                                                                | Нинкилим — божество, связанное с мангустами, распространёнными в Южной Месопотамии. Согласно вавилонской народной поговорке, когда мышь убегала от мангуста в змеиную нору, то сказала змее: «Я принесла тебе привет от змееборца!». Существо, напоминающее мангуста, встречается и в старовавилонской глиптике, но его значение неизвестно. |
| Нинкурра                  |             |                                                                | Нинкурра — дочь Энки и Ниншар. После полового акта со своим отцом Энки Нинкурра родила Утту, богиню ткачества и растительности. |
| Нинмада                   |             |                                                                | Нинмада — бог, считавшийся братом Ниназу, который описывался как заклинатель змей на службе у Ана или Энлиля. Богиня с таким же именем фигурирует среди помощников Нинмах в мифе «Энки и Нинмах». |
| Нинмена                   |             | Утаб                                                           | Нинмена — шумерская богиня рождения, имя которой означает «Госпожа короны». Хотя в литературных текстах она синкретизирована с более известными аналогичными богинями (например, Нинхурсаг), в шумерской традиции она никогда полностью не сливалась с ними. |
| Нинмуг                    |             | Кисига, Шуруппак                                               | Нинмуг была богиней-покровительницей металлургов. Она была женой бога Ишума, а в более поздний период — и Хендурсаги. |
| Нинпумуна                 |             | Ур, Пузриш-Даган, возможно, Гишбанда                           | Нинпумуна была богиней соляных источников. Она засвидетельствована только в текстах из Ура и Пузриш-Дагана периода Ура III, хотя не исключено, что ей поклонялись и в Гишбанде. |
| Нинсианна                 |             | Храм Э-ешбарзида в Уре и другие храмы в Сиппаре, Ларсе и Уруке | Нинсианна была божеством планеты Венера. Пол Нинсианны варьировался в зависимости от места. В одном из текстов она описывается как «священный факел, наполняющий небеса» и часто ассоциировалась с гаруспией. Поклонение ей впервые засвидетельствовано во времена Третьей династии Ура и она продолжала почитаться вплоть до эпохи Селевкидов (312 год до н. э. — 63 год до н. э.). Иногда её считали астральным аспектом Инанны, но в Исине её ассоциировали с Нинисиной, а в Ларсе Нинсианна и Инанна были отдельными богинями. Её также иногда связывали с эламской астральной богиней Пиникир. |
| Нинсикила                 |             |                                                                | Нинсикила был мужем богини Лисин. Позже их пол поменялся местами, возможно, из-за путаницы между месопотамским Нинсикилой мужского пола и аналогично названной богиней из Дильмуна. |
| Нинсун                    |             | Урук                                                           | Нинсун — богиня, имя которой можно перевести как «Госпожа диких коров». Она была божественной супругой Лугальбанды, обожествлённого царя Урука, и матерью героя Гильгамеша. |
| Нинту                     |             |                                                                | Нинту — шумерская богиня-мать, связанная с деторождением. Её имя буквально означает «Госпожа рождения». Возможно, она является одним из аспектов Нинхурсаг. |
| Нинхегаль                 |             | Сиппар                                                         | Нинхегаль — богиня изобилия, которой поклонялись в Сиппаре. Возможно, её можно отождествить с богиней, изображенной с потоками воды на печатях из этого города. |
| Ниншар Ниннисиг?          |             | Ниппур, Шуруппак                                               | Чтение имени этой богини, NIN.SAR (возможно, значение «Госпожа трав»), неопределенно, причём авторы, такие как Эндрю Р. Джордж и Уилфред Дж. Ламберт, отдают предпочтение прочтению Ниншар, тогда как Антони Кавиньо и Манфред Креберник утверждают, что более вероятно, правильней будет Ниннисиг. Она принадлежала ко двору Энлиля и считалась его личным мясником. Её мужем был Эррагал. В мифе «Энки и Нинмах» она фигурирует как одна из семи помощниц одноимённой богини. |
| Нирах                     |             | Дер                                                            | Нирах был посланником бога Иштарана. Он отождествлялся со змеями и мог появляться в виде змеи на кудурру. |
| Нумушда                   |             | Казаллу, Киритаб                                               | Нумушда был богом, связанным с городом Казаллу. Поклонение ему засвидетельствовано с раннединастического периода, но его культ, по-видимому, прекратился в конце старовавилонского периода. В мифе «Женитьба Марту» безымянная дочь Нумушда настаивает на браке с богом кочевых пустынь Марту, несмотря на его непривлекательный образ жизни. |
| Нунгаль Манунгаль         |             | Храм Экур в Ниппуре, Лагаш, Сиппар, Дильбат                    | Нунгаль, также известная как Манунгаль, была богиней тюрем, также связанной со смертной казнью. В шумерском языке её имя означает «Великая княжна». Она редко встречается в литературных произведениях. В так называемом списке богов Вейднера она фигурирует среди хтонических божеств, и иногда её называли эпитетом Нинкурра, «госпожа подземного мира». "Согласно одному из гимнов, её матерью была Эрешкигаль. Её мужем был бог Биртум. Иногда в качестве эпитета использовалось имя Нинегаль, и, возможно, в Дильбате она и отдельная богиня Нинегаль рассматривались как аналоги. |
| Нунусдуг                  |             | Кисига                                                         | Нунусдуг — второстепенная богиня из города Кисига, засвидетельствованная только в раннединастический период. Её имя означает «Хорошая женщина». |
| Нуску                     |             | Ниппур, Харран                                                 | Нуску — бог огня и света. Он был сыном и служителем Энлиля. Его сыном иногда называют бога Гибила. Главным символом Нуску была зажжённая масляная лампа. Он входил в группу божеств, которым поклонялись в Харране в новоассирийский период преимущественно жители, говорившие на древнеарамейском языке. |
| Пабильсаг                 |             | Исин, Ниппур и Лараг                                           | Пабильсаг — бог, поклонение которому засвидетельствовано начиная с раннединастического периода. Он считался сыном Энлиля и мужем Нинисины, богини-покровительницы Исина. В некоторых текстах он отождествляется с Нинуртой или Нингирсу. В одной шумерской поэме описывается путешествие Пабильсага в Ниппур. Пабильсаг считался созвездием Стрельца. |
| Панигингарра              |             | Адаб                                                           | Панигингарра был богом, которому поклонялись в Адабе, сын Нинхурсаг и Шульпае. В одной из надписей он назван «господином кудурру». В поздних источниках его синкретизировали с Нинуртой. Он появляется в плохо сохранившемся мифе «Ураш и Мардук». |
| Садарнунна                |             | Ниппур                                                         | Садарнунна была женой Нуски. |
| Сирсир                    |             |                                                                | Сирсир был богом мореплавателей. В тексте «Обращение Мардука к демонам» он фигурирует вместе с Лагудой, также считавшимся богом, связанным с морем. |
| Силили                    |             |                                                                | Силили — неясная богиня, которая, по-видимому, была матерью всех лошадей. Она упоминается только один раз в «Эпосе о Гильгамеше». |
| Тадмуштум Дадамушда       |             | Кута                                                           | Тадмуштум была дочерью Нергала. Она могла считаться женой Шубулы и, как и он, фигурирует в известных источниках среди божеств подземного мира. |
| Ташмету                   |             | Калху                                                          | В ассирийской мифологии Ташмету — божественная супруга Набу, бога писцов и мудрости; в вавилонской мифологии эта роль отведена богине Нанайе. Ташмету ассоциируется с мудростью и сексуальной привлекательностью, то есть с Инанной и Нанайей. Поэтическое сочинение из библиотеки Ашшурбанипала описывает, как в одном из ритуалов статуи Набу и Ташмету были собраны вместе для «брачной церемонии». В одном из сохранившихся писем описывается, как после свадьбы Ташмету и Набу оставались в опочивальне шесть дней и семь ночей, в течение которых им устраивали изысканный пир. Ташмету упоминается сравнительно поздно и не встречается в текстах до старовавилонского периода. |
| Туту                      |             | Борсиппа                                                       | Туту был богом-покровителем Борсиппы, по крайней мере, между Уром III и старовавилонским периодом. Позже он был синкретизирован с Мардуком, и в «Энума Элиш» «Туту» — это просто одно из имён последнего бога. |
| Ураш                      |             | Ниппур                                                         | Ураш — самая ранняя супруга Ану, о чём свидетельствуют шумерские тексты, датируемые 3-м тысячелетием до н. э. Её роль как супруги Ану позднее была приписана Ки, олицетворявшая землю. |
| Ураш                      |             | Дильбат                                                        | Если в текстах таких городов, как Ниппур, Ураш — богиня земли, то в Дильбате это имя неродственного бога-мужчины, мужа Нинегаль, который служил божеством-покровителем города. Он считался отцом Лагамар. |
| Уркитум Уркаиту           |             | Урук                                                           | Уркитум была эпитетом Иштар, означавшим «урукская», которая со временем превратилась в отдельную богиню. Возможно, она была theos eponymos, божественным представлением самого города Урука, тесно связанным с Уцур-амассу. |
| Утту                      |             | Вавилон                                                        | Утту — богиня ткачества. Её имя обозначало часть ткацкого станка и было однокоренным с шумерским глаголом tuku, «ткать». Хотя утверждение, что её имя означает «паук» и что она представлялась как паук, плетущий паутину, встречается в ряде публикаций, последние исследования показывают, что связь Утту с пауками ограничивается одним текстом (гемерологией), который связывает её шумерское имя с аккадским словом uttutu, «паук». Ей поклонялись в Э-эшгаре, «доме работы», входящем в храмовый комплекс Эсагиль в Вавилоне. Она появляется в раннем мифе «Энки и Нинхурсаг», в котором она сопротивляется сексуальным домогательствам своего отца Энки, но тот убеждает её впустить его, даря свежие продукты и обещая, что женится на ней. Затем Энки напоил её пивом и изнасиловал. Её спасает жена Энки Нинхурсаг, которая извлекает сперму Энки из её влагалища и сажает её в землю, в результате чего вырастает восемь новых растений, которые Энки впоследствии съедает. Она также появляется в мифе «Энки и мировой порядок» и в «Споре между скотом и зерном». |
| Уцур-амассу               |             | Урук                                                           | Уцур-аммасу было одним из божеств, считавшихся детьми Адада и Шалы. Хотя первоначально она воспринималась как мужчина, её стали считать богиней, и она достигла определенного авторитета в нововавилонском Уруке, где входила в свиту Иштар. |
| Хайя                      |             | Умма, Ур и Куара                                               | Хайя — муж богини Нисабы. Хайя был прежде всего богом писцов, но, возможно, он также ассоциировался с зерном и земледелием. В некоторых текстах он идентифицируется как отец богини Нинлиль. Ему поклонялись в основном во времена Третьей династии Ура, когда у него были храмы в городах Умма, Ур и Куара. В более поздние времена у него был храм в городе Ассур и, возможно, в Ниневии. В Мари поклонялись богу по имени Хайя, но, возможно, это было другое божество. |
| Хегир Хегирнунна          |             | Гирсу                                                          | Хегир, позднее известная как Хегирнунна, была одним из семи божеств, называемых «семерняшками Бау» или «семью лукурскими жрицами Нингирсу». Её имя можно перевести как «Служанка (возвышенного) пути», и оно относилось к маршруту процессий в Гирсу в государстве Лагаш. |
| Хендурсага                |             | Гирсу                                                          | Хендурсага был шумерским богом, описываемым в надписях как «бог защиты с дружелюбным лицом». Считалось, что он охраняет улицы и ворота по ночам. Царь Гудеа из Лагаша в одной из надписей называет его «вестником земли Шумер». Его супругой, возможно, первоначально была Думузи-абзу, хотя позднее его стали считать мужем Нинмуг из-за синкретизма между ним и Ишумом. |
| Хумхум                    |             | Дур-Шарруку                                                    | Хумхум был второстепенным богом, которому поклонялись в Дур-Шарруку (также известном как Сиппар-Аруру) в Северной Вавилонии. Асархаддон вернул его статую в расположенный там храм. |
| Царпанит                  |             | Эсагила в Вавилоне                                             | Царпанит была женой Мардука. Скорее всего, её имя произошло от названия деревни Царпан, расположенной недалеко от Вавилона, которую в мифе о её браке с Мардуком подарил ей её отец Энлиль. |
| Шала Медимша              |             | Каркар                                                         | Шала, также известная как Медимша («Имеющая прекрасные конечности»), была женой бога погоды Адада. Она была богиней дождя и часто изображалась обнаженной на цилиндрических печатях. |
| Шара                      |             | Умма, возможно Телль-Аграб                                     | Шара был местным божеством, связанным с городом Умма, где его главным храмом был Э-мах. Фрагмент каменной чаши с надписью его имени, обнаруженный на свалке мусора в Телль-Аграбе, к северо-востоку от Вавилона, указывает на то, что ему, возможно, поклонялись и там. Он также был богом-воином и упоминается как «герой Ана». В вавилонском мифе об Анзу Шара — один из богов-воинов, которого просят достать Таблицу судеб, но он отказывается. В мифе «Спуск Инанны в подземный мир» Шара — одно из трёх божеств, которые приходят приветствовать Иннану по её возвращении. В мифе о Лугальбанде и в одной строительной надписи времен Третьей династии Ура Шара описывается как «сын» Инанны, что прямо противоречит обычному представлению об Инанне как о юной и не имеющей потомства. |
| Шаррат-Дери               |             | Дер                                                            | Шаррат-Дери была женой Иштарана, местного бога шумерского города-государства Дер. Её имя означает «Царица Дера». |
| Шаррахиту                 |             | Вавилон, Урук                                                  | Шаррахиту («Прославленная») — богиня, которой поклонялись в Вавилоне во времена правления Асархаддона и позднее в Уруке. Она отождествлялась с Ашратум, женой Амурру, а поздний эзотерический текст объясняет её имя как Ašrat aḫītu, «Ашратум, чужеземка». В Уруке она ассоциировалась с Белет-Сери. |
| Шеруа                     |             | Ассур                                                          | Шеруа — ассирийская богиня, связанная с Ашшуром. Она была единственным божеством, считавшимся связанным с ним по причинам, отличным от синкретизма с Энлилем, но ассирийские богословские трактаты спорили, была ли она его женой или дочерью. Её не следует путать с Эруа, эпитетом Царпанит. |
| Шидури                    |             |                                                                | Сидури (или, точнее, Шидури) — богиня, которая, согласно «Эпосу о Гильгамеше», по поверьям, держала питейное заведение на краю света. В старовавилонских версиях она пытается отговорить Гильгамеша от стремления к бессмертию, призывая его довольствоваться простыми радостями жизни. Происхождение её имени неясно. Личное имя Шидури, понимаемое как «Она — моя крепость», встречается в месопотамских источниках времен правления Третьей династии Ура, но слово Šiduri функционировало как эпитет божества и в хурритских текстах. Шурпу считает её божеством, связанным с мудростью. |
| Шубула                    |             | Цупур-Шубула                                                   | Шубула был второстепенным богом, скорее всего, связанным с подземным миром. Предполагается, что этимологически его имя связано с аккадским словом ābalu(m), «сушить» или «быть сухим». Менее вероятно, что оно происходит от wābalu(m), «нести». Иногда предполагается, что он был сыном Нергала. Утверждается, что такая связь может быть отражением расположения его культового центра Цупур-Шубула вблизи города Нергала, Куты. Однако, как отмечает Джеремайя Петерсон, неясно, признает ли список богов Ан = Анум, обычно используемый для поддержки этой теории, его сыном Нергала, поскольку соответствующий раздел содержит пробел. Другое возможное восстановление вместо этого делает его сыном Ишума. |
| Шузианна                  |             | Ниппур                                                         | Шузианна — богиня, считавшаяся второй женой Энлиля. Она также фигурирует в мифе «Энки и Нинмах», где является одной из семи помощниц одноименной богини, наряду с Ниниммой, Нинмада, Ниншар, Нинмуг, Мумуду и Ниннигинной. К ней также можно обращаться как к дочери Энмешарра. |
| Шуллат и Ханиш            |             |                                                                | Шуллат и Ханиш — пара богов, считавшихся близнецами и обычно упоминавшихся вместе. В табличке XI «Эпоса о Гильгамеше» они оба появляются в связке с Ададом.[525] Их характер считался «разрушительным». Они могли ассоциироваться с Ададом либо самостоятельно, либо вместе с Шамашем или божествами его круга, такими как Мишару и Уцур-амассу. Шульги из Ура построил посвященный им храм, но его местоположение неизвестно. |
| Шульпае                   |             |                                                                | Имя Шульпае означает «Юношеский блеск», но его не считали юношеским богом. Согласно одной из традиций, он был супругом Нинхурсаг, что противоречит обычному изображению Энки в качестве супруга Нинхурсаг в мифах. В одной шумерской поэме Шульпе приносят жертвы в подземном мире, а в более поздних источниках он был одним из демонов подземного мира. Не менее десяти храмов Шульпае перечислены в так называемом Каноническом списке храмов, но их названия и местоположение не сохранились. |
| Шульшага Шульшагана       |             | Лагаш                                                          | Шульшагана — сын Бау и Нингирсу. |
| Шуль-утула                |             | Гирсу, Лагаш                                                   | Шуль-утул был богом-покровителем династии, основанной Ур-Нанше. |
| Шумуган Шаккан            |             |                                                                | Шумуган (также пишется Шумукан) или Шаккан — бог, связанный с четвероногими животными, особенно с ослами или, как вариант, с дикими овцами. В литературных текстах (например, в гимнах) ему также поручалась забота о местах их обитания и растущих там растениях. В некоторых текстах его эпитет — «пастух всего». Иногда он ассоциировался с Уту/Шамашем, как его сын или придворный. Его атрибутом, вероятно, было руно. В некоторых источниках с ним сравнивали Энкиду. |
| Эзина Ашнан               |             | Адаб, Лагаш, Умма, Ур, Шуруппак                                | Эзина, или Ашнан на аккадском языке, была богиней зерна. Она обычно ассоциировалась с Кусу (богиня), богиней очищения. В шумерской поэме «Спор между скотом и зерном» она и Лахар были созданы Ануннаками для обеспечения их пищей. Они произвели большое количество пищи, но напиваются вином и начинают ссориться, поэтому Энки и Энлиль вмешиваются и объявляют Ашнан победительницей. |
| Эмеш                      |             |                                                                | Эмеш — божество земледельцев в шумерской поэме «Энлиль выбирает бога-земледельца» (ETCSL 5.3.3), в которой описывается, как Энлиль, надеясь «установить изобилие и процветание», создает двух богов: Эмеша и Энтена, земледелеца и пастуха соответственно. Два бога спорят, и Эмеш претендует на место Энтена. Они передают спор Энлилю, который выносит решение в пользу Энтена. Два бога радуются и примиряются. |
| Энбилулу                  |             | Вавилон                                                        | Энбилулу был богом орошения. В раннединастических источниках встречается также имя Нинбилулу, хотя неясно, считать ли его альтернативной формой или отдельным, возможно женским, божеством. Связь между Энбилулу, Нинбилулу и Билулу из мифа «Инанна и Билулу» также остается неясной. |
| Энкимду                   |             | Возможно, Умма                                                 | Энкимду описывается как «владыка дамб и каналов». Его характер сравнивали с характером Энбилулу. Высказывалось предположение, что в Умме ему поклонялись как олицетворению ирригационной системы, хотя доказательств этому мало. Он появляется в мифе «Энкимду и Думузи». Первоначально текст был опубликован под названием «Инанна предпочитает земледельца» Сэмюэлем Ноа Крамером в 1944 году. Первоначально предполагалось, что он заканчивается тем, что Инанна выбирает Энкимду, но после появления новых изданий от этой интерпретации отказались. В плачах он мог ассоциироваться с Амурру. Отмечалось, что Думузи не появляется ни в одном из текстов, где Энкимду встречается рядом с Амурру, что может указывать на то, что в данном случае последний должен был выступать в роли бога-пастуха, противопоставленного Энкимду подобным образом. |
| Энлилази                  |             | Ниппур                                                         | Энлилази был второстепенным богом, считавшимся «начальником Экура». |
| Эннуги                    |             | Ниппур                                                         | Эннуги был богом, считавшимся «господином рвов и каналов» и «камергером Энлиля». На основании сходства значения имени Гугаланна с первым титулом было высказано предположение, что они могли быть аналогичными божествами. |
| Энтен                     |             |                                                                | Энтен — божество-пастух в шумерской поэме «Энлиль выбирает бога-земледельца» (ETCSL 5.3.3), где описывается, как Энлиль, надеясь «установить изобилие и процветание», создает двух богов: Эмеша и Энтена, земледелеца и пастуха соответственно. Два бога спорят, и Эмеш претендует на место Энтена. Они передают спор Энлилю, который выносит решение в пользу Энтена. Два бога радуются и примиряются. |
| Эрра                      |             | Кута                                                           | Эрра — воинственный бог, ассоциирующийся с мором и насилием. Он сын бога неба Ана, а его супруга — неясная второстепенная богиня по имени Мами, отличающаяся от одноименной богини-матери. Уже в аккадский период Эрра ассоциировался с Нергалом и со временем стал рассматриваться лишь как его аспект. Эти имена стали использоваться как взаимозаменяемые. |
| Эррагал Эрракал           |             |                                                                | Эррагал, также известный как Эрракал, — относительно редко упоминаемое божество, которое обычно рассматривалось как разновидность Эрры, но эти два бога, вероятно, имеют разное происхождение. Он связан с бурями и с разрушениями от них. В книге Ан = Анум I 316 Эррагал указан как муж богини Нинисиг и приравнивается к Нергалу. В «Эпосе о Гильгамеше» и «Эпосе об Атра-Хасисе» об Эрракале говорится, что он «вырвал причальные столбы», вызвав Великий потоп. |

## Чудовища и апотропейные духи
| Имя            | Изображения | Связанный(ые) бог(и)                            | Описание |
| -------------- | ----------- | ----------------------------------------------- | --- |
| Анзу Имдигуд   |             | Нинурта                                         | Имдугуд, позднее известный как Анзу, — птицеподобное чудовище с головой льва, описываемое как настолько огромное, что хлопанье его крыльев считалось причиной песчаных бурь и вихрей. Имдугуд, вероятно, возник как олицетворение атмосферного тумана. В некоторых описаниях у него «клюв как пила», что указывает на то, что иногда у него была голова птицы. В шумерской мифологии Имдугуд похищает у Энки священные мэ — глиняные таблички, на которых были записаны все аспекты цивилизации. В аккадской мифологии он похищает Таблицы судеб у Энлиля. В обеих историях этому существу бросает вызов Нинурта, который побеждает его и возвращает похищенное имущество законному владельцу. В шумерской истории о «Гильгамеше, Энкиду и подземном мире» Имдугуд — одно из нескольких существ, которые приходят обитать на дерево хулуппу, посаженное Инанной и изгнанное героем Гильгамешем. |
| Башму          |             | Эрешкигаль, Ниназу, Нингишзида, Тишпак; Ишара   | Башму («Ядовитый змей») — мифический рогатый змей, игравший апотропейную роль в месопотамской религии. Хотя в некоторых контекстах его имя может быть родовым словом, обозначающим мифическую змею или дракона вообще, но в надписях Гудеа он понимался и как конкретное существо. В некоторых текстах указывается, что Башму обладал передними лапами. Во многом аналогичным существом был Мушшатур, изображавшийся в виде рогатой кобры. |
| Гиртаблуллу    |             | Уту/Шамаш                                       | Гиртаблуллу — существа с верхней частью тела человека (lu-ulu, «дикий человек») и нижней частью тела скорпиона (gir-tab), которые в шумерской мифологии считались слугами бога солнца Уту, а позднее его аккадского аналога Шамаша. В «Эпосе о Гильгамеше» мужчина-скорпион и женщина-скорпион охраняют ворота, через которые каждый день восходит и заходит солнце, но, вероятно, этот мотив существовал ранее независимо от этого мифа. В отличие от большинства других апотропейных существ, мужчина-гиртаблуллу также часто сопровождался своей женской половинкой в апотропейных ритуалах. |
| Килили         |             | Иштар                                           | Килили была демоном или второстепенной богиней, служившая посланницей Иштар. |
| Кулуллу        |             | Энки/Эа                                         | Кулуллу («рыбочеловек») — апотропеическое существо, изображавшееся в виде рыбочеловека, подобно кентавру. В одном из текстов у него голова не человека, а киссугу, существа, чья индентификация в настоящее время неизвестна. Кулуллу описывался как слуга Эа, несущий сосуд, из которого он может выливать жидкость, символизирующую изобилие и процветание. В Калху пара статуй кулуллу (мужская и женская) охраняла храм Набу. |
| Кингалудда     |             |                                                 | Кингалудда был демоном, чьё имя означает «руководитель бури». В списке богов Ан = Анум он описывается как ilu lemnu, «злой бог», а его имя писалось с божественным детерминативом. Он фигурирует в плаче из Ура. |
| Кусарикку      |             | Уту/Шамаш                                       | Кусарикку («человек-бизон») — существо, изображавшееся в виде человекоподобного бизона, стоящего на задних ногах, связанное с богом солнца Уту. Изображения Кусарикку и Лахму в прошлом иногда ошибочно интерпретировались как Энкиду и Гильгамеш соответственно. |
| Ламашту        |             |                                                 | Ламашту была богиней с «головой льва, зубами осла, обнаженной грудью, волосатым телом, руками, испачканными (кровью?), длинными пальцами и ногтями, ногами Анзу». Считалось, что она питается кровью человеческих младенцев и широко обвинялась как причина выкидышей и смертей в колыбели. Хотя Ламашту традиционно отождествляли с демоницей, тот факт, что она могла причинять зло самостоятельно, без разрешения других божеств, свидетельствует о том, что её считали самостоятельной богиней. Месопотамские народы защищались от неё с помощью амулетов и талисманов. Считалось, что она ездит в своей лодке по реке подземного мира и связана с ослами. Она была дочерью Ана. |
| Лахму          |             | Энки/Эа; Мардук                                 | Лахму («волосатый») — тип апотропейного существа. Первоначально он ассоциировался с Энки, а затем с Мардуком. На цилиндрических печатях Лахму иногда изображали в виде рыбака. В мифических текстах иногда говорится, что богу Энки/Эа прислуживали 50 лахму. В новоассирийский период (911 год до н. э. — 609 год до н. э.) фигурки Лахму, изображаемого с длинными волосами и длинной завитой бородой, помещали под фундамент домов и храмов для защиты от демонов и моровой язвы. Лахму тесно связан с Кусарикку или «человеком-быком». В вавилонском «Энума Элиш» Лахму появляется в единственном числе вместе с его супругой Лахаму (имя которой происходит от того же корня), где оба являются парой первозданных божеств. |
| Мушхушшу       |             | Ниназу, Нингишзида; Тишпак; Мардук, Набу; Ашшур | Мушхушшу («яростный змей» или «страшный змей») — драконоподобное существо (иногда гибрид льва и дракона), изображавшееся в месопотамском искусстве как слуга различных богов. Первоначально оно ассоциировалось с Ниназу и, соответственно, с его сыном Нингишзидой (в Лагаше); после того как Тишпак заменил Ниназу в качестве городского бога Эшнунны, он также стал ассоциироваться со своими змеевидными символическими животными. В средневавилонский период Мардук стал ассоциироваться с мушхушшу, возможно, в связи с завоеванием Эшнунны Хаммурапи; позднее с ним стал ассоциироваться и его сын Набу. После разрушения Вавилона Сеннахерибом связь Мардука с ним была перенесена на Ашшура. Апотропейное использование его изображений, вероятно, связано с верой в то, что он служил бесстрашным защитником своих божественных хозяев, сражаясь со злом от их имени.                 |
| Небесный бык   |             |                                                 | Небесный бык — мифическое чудовище, которое Иштар требует от своего отца Ану как в шумерской поэме «Гильгамеш и небесный бык», так и в VI скрижали стандартного аккадского «Эпоса о Гильгамеше» после того, как Гильгамеш отвергает её сексуальные домогательства. Ану отдает его ей, и она выпускает его на мир, вызывая массовые разрушения. Гильгамеш и Энкиду в конце концов убивают быка. Небесный бык отождествляется с созвездием Тельца, и причина, по которой Энкиду бросает бедро быка в Иштар в «Эпосе о Гильгамеше» после победы над ним, может быть попыткой объяснить, почему у этого созвездия, по-видимому, отсутствуют задние четверти. |
| Пазузу         |             |                                                 | Пазузу — демонический бог, хорошо известный вавилонянам и ассирийцам на протяжении 1-го тысячелетия до н. э. Он изображался с «довольно клыкастым лицом с ненормально выпученными глазами, чешуйчатым телом, змееголовым членом, когтями птицы и обычно крыльями». Считалось, что он сын бога Ханби. Он был благодетельным существом, защищавшим от ветров, несущих мор, и считалось, что он мог заставить Ламашту вернуться в подземный мир. Амулеты с его изображением размещались в домах для защиты младенцев от Ламашту, а беременные женщины часто носили амулеты с его головой в качестве защиты от неё. По иронии судьбы, Пазузу появляется в фильмах «Изгоняющий дьявола» в качестве демона, который овладевает маленькой девочкой. |
| Себитти        |             | Нергал, Нарунди                                 | Группа из семи антропоморфных фигур, по-разному описываемых как слуги Нергала, сыновья Энмешарры, боги чужого народа (Элам, Гутии и др.), астральные или атмосферные духи, служащие богам, или как комбинация некоторых из вышеперечисленных. Эламская богиня Нарунди считалась их сестрой в Месопотамии. Хотя Себитти и были разрушительными, они не обязательно считались злыми. Они играли апотропеическую роль, появляясь, например, в ритуалах, направленных на защиту домов от демонов. В апотропеических контекстах они описывались как вооруженные секирами. Возможно, аналогичная группа, дополнительно отождествляемая с Плеядами, в одном тексте описывается как «семиголовая булава» Инанны. |
| Cухурмашу      |             | Энки/Эа                                         | Сухурмашу — существо, которое шумеры, вероятно, представляли себе просто как вид рыбы, а аккадцы — как гибрид рыбы и козла. В шумерском тексте он назван «возвышенным очищающим жрецом Апсу», и в апотропейных ритуалах он ассоциировался с экзорцизмом. Он также использовался для символического представления Эа на кудурру. В отличие от многих других апотропеических существ, он не фигурирует в составе армии Тиамат, побеждённой Мардуком в «Энума Элиш», что может свидетельствовать о том, что он считался более мирным, чем другие подобные существа. |
| Угаллу         |             | Ишкур/Адад                                      | Угаллу («большой день» или «большой погодный зверь») — класс существ в месопотамской мифологии, засвидетельствованный после периода Ура III. Термин «угаллу» мог обозначать несколько типов существ, и в различных текстах им приписывался как благожелательный, так и злобный характер. Угаллу изображался как «демон-лев», с телом человека, головой льва и птицеподобными когтями. Этот класс существ, вероятно, рассматривался как исполнители божественной воли. Благодаря своему устрашающему характеру они рассматривались и как источник защиты, поэтому их изображали на апотропейных амулетах. Подобные леонообразные существа иногда изображались или описывались как слуги богов (в частности, Ишкура, Иштар, Мардука и Нинурты) в качестве седоков или тягачей их колесниц. |
| Уридимму       |             | Мардук и Царпанит                               | Уридимму («бешеная собака» или «бешеный лев») — апотропейное существо в месопотамской мифологии. О его истории до средневавилонского периода почти ничего не известно, но в текстах этой эпохи он ассоциировался с Мардуком и его супругой Царпанит и, как считалось, служил их привратником. Апотропейный ритуал с фигуркой Уридимму, сделанной из кедрового дерева, предписывает молиться Мардуку и Царпанит, чтобы они наделили изображение этого существа целительной силой, и описывает его как их верного слугу, способного ходатайствовать перед ними за людей. В ритуале также говорится, что Царпанит делает Уридимму благосклонным к пациенту, которого лечат с помощью апотропейной магии. |
| Урмахлуллу     |             |                                                 | Урмахлуллу — апотропейное существо с нижней частью тела льва и верхней частью тела человека, засвидетельствованное в основном в Ассирии. Изображения поздние (XIII век до н. э. или позже) и редкие, и сомнительно, что ему отводилась какая-либо роль в мифологии. Апотропейные ритуалы, тем не менее, иногда упоминают его. |
| Ушумгаллу      |             | Набу; Нинкилим                                  | Ушумгаллу (главная ядовитая змея) — апотропейное змееподобное чудовище, похожее на Башму. В списке богов Ан = Анум он является суккалем Нинкилима, а в некоторых более поздних текстах вместо Мушхушшу указывается как дракон Набу. |
| Ханби          |             |                                                 | Ханби — отец бога-демона Пазузу. |
| Хумбаба Хувава |             |                                                 | Хумбаба (также Хувава, Хуппипи, Хуббубу) — чудовище, обитавшее в Кедровом лесу, и побеждённое Гильгамешем и Энкиду в «Эпосе о Гильгамеше». Скульптуры головы Хумбабы засвидетельствованы в апотропейной роли из месопотамских храмов. Хумбаба часто упоминался в текстах предзнаменований, где подчеркивалась его необычная внешность. Его лицо часто сравнивали с внутренностями жертвенных животных. Хотя в науке высказывались предположения о связи с второстепенным богом Хумхумом из северной Вавилонии, эламским богом Хумпаном и Комбабосом, упоминаемым Лукианом Самосатским, они не считаются правдоподобными. |

## Зарубежные божества в Месопотамии
| Имя                              | Изображение | Место происхождения                                  | Описание |
| -------------------------------- | ----------- | ---------------------------------------------------- | --- |
| Аллатум Аллани                   |             | хурритские территории, в частности, возможно, Хашшум | Аллани, в Месопотамии известная как Аллатум, была хурритской богиней подземного мира. Она появилась в Месопотамии в период Ура III как самостоятельное божество. У неё был по крайней мере один храм, вероятно, в Уре. Ей продолжали поклоняться и в старовавилонский период. В более поздние периоды она была приравнена к Эрешкигаль. В некоторых документах она ассоциируется с Ишарой; в хурритских источниках они хорошо засвидетельствованы как пара из-за некоторых общих функций. Её не следует путать с Аллой или Аллой-Гулой, суккалем Нингишзиды. |
| Анахита                          |             | Персия                                               | Согласно Бероссу, культ Анахиты был введен Артаксерксом I во многих городах месопотамской части его империи, в том числе и в Вавилоне. Считается, что эти усилия были направлены на иранское население города, чтобы привязать региональные дворы к имперскому ядру, а не как попытка навязать вавилонянам персидские божества. |
| Аполлон                          |             | Греция                                               | Эллинистические цари Селевкиды отдали предпочтение Аполлону как божеству-покровителю своей династии и ввели его культ в Месопотамии. На местном уровне Аполлон был синкретизирован с Набу, но грекоязычные общины Селевкии на Тигре построили святилище Аполлону Комайосу и почитали его, используя смесь греческой и месопотамской иконографии. Культ Аполлона и Артемиды Даиттай был перенесен в Селевкидский Эвлайос (возрожденные Сузы) из Антиохии. Страбон сообщает о существовании храма Аполлона на острове Икарос в Персидском заливе, гарнизон которого построил множество сооружений в греческом стиле. |
| Артемида                         |             | Греция                                               | В Месопотамии и Сирии Артемиду отождествляли с богиней Нанайей. Это отождествление оказало длительное влияние на Нанайю, вызвав ассоциации с луной и стрельбой из лука. Культ Аполлона и Артемиды Даиттай был перенесен из Антиохии в Селевкию в Эвлайос в Эламе. Греческие поселенцы на острове Икарос имели святилище Артемиды и делали посвящения Артемиде Сотейре; Страбон также сообщает, что на острове существовал оракул Артемиды Таурополос. |
| Атаргатис                        |             | Сирия                                                | Поклонение богине Атаргатис засвидетельствовано в Эдессе, Хатре и Дура-Эвропосе в верхней Месопотамии в селевкидское и римское время. В синкретической среде верхнего Евфрата в первые века н. э. Атаргатис ассоциировалась с Артемидой, Афиной и Аллат . В Дура-Эвропосе она имела отдельный от Артемиды храм и иконографическое сходство с Тихе. |
| Афина                            |             | Греция                                               | Терракотовые статуэтки Афины известны из селевкидского Вавилона, она также является одним из самых популярных божеств, изображенных на буллах из селевкидской Месопотамии, где изображены Афины типа Промахос, так и Парфенос. |
| Ахура Мазда                      |             | Персия                                               | При Сасанидах на территории современного Ирака был возведен ряд храмов огня Ахура Мазды, например, в Ирбиле и Мадаине. |
| Ашратум                          |             | Аморейские территории                                | Ашратум (или Аширатум в документах из Ларсы) — аморейская богиня, ассоциируемая в Месопотамии с Амурру. Помимо того, что они представлялись как пара, их объединяла связь с горами и степями. По мнению Стива А. Виггинса, хотя имена месопотамской Ашратум и угаритской Атират созвучны, они не были полностью одним и тем же божеством, а просто развивались параллельно из одного источника. Её описывали как «невестку бога Ана». В Вавилоне существовал посвященный ей храм Эхиликаламма («Дом роскоши земли»). В старых исследованиях Ашрату ошибочно считали связанной с Иштар из-за общего эпитета — однако он применялся к самым разным богам, включая Мардука и Нергала, и поэтому не может служить основанием для утверждений об отождествлении этих двух божеств друг с другом, поскольку многие эпитеты были общими для божеств, не обязательно считавшихся аналогичными друг другу. |
| Белет Нагар                      |             | Нагар, Шехна                                         | Белет-Нагар была богиней-покровительницей сирийского города Нагар. Она появилась в Месопотамии в период Ура III, вероятно, из-за её связи с царской властью и из-за её роли божественной свидетельницы торговых договоров. Возможно, что «Хабуритум», известная по аналогичным месопотамским источникам, и хурритская Набарби — это одна и та же богиня. |
| Белет-Шухнир и Белет-Террабан    |             | Шухнир и Террабан                                    | Белет-Шухнир и Белет-Террабан — пара богинь, почитавшихся в период Ура III. Скорее всего, они были привнесены из области к северу от Эшнунны, за пределами сферы прямого месопотамского влияния, где находились соответствующие города. Надпись на одной цилиндрической печати связывает обоих с Тишпаком. Известные празднества, посвящённые им, исследователи называют «печальными» и включают в себя «церемонию плача», «праздник цепей» и праздник, известный только как «место исчезновения». Было высказано предположение, что эти ритуалы могут отражать неизвестный миф о спуске в подземный мир или, возможно, пленении этих двух божеств. Почти всегда они изображаются в паре, хотя из месопотамских документов известны единичные упоминания о Белет-Шухнире в одиночку, а Белет-Террабан засвидетельствована отдельно в Сузах во времена правления Пузур-Иншушинака.                 |
| Бес                              |             | Египет                                               | Бес был египетским богом игры и отдыха. Он представлялся как «полнолицый, ногастый карлик с непомерно большой головой, вытаращенными глазами, высунутым языком, кустистым хвостом и обычно большой короной из перьев в качестве головного убора» Изображения почти такого же карликового бога получили широкое распространение на Ближнем Востоке в 1-м тысячелетии до н. э. и встречаются в Сирии, Палестине и Аравии. Имя этого бога в ассирийском и вавилонском языках могло быть Пессю. Бес, по-видимому, был единственным египетским богом, которому стали широко поклоняться в Месопотамии. Однако его роль в месопотамской религии была ближе к роли апотропеического существа, как местные лахму, кусарикку, мушхушшу и др., чем собственно божества. |
| Геракл                           |             | Греция                                               | В Месопотамии культ Геракла был синкретизирован с культами Нергала и персидского божества Веретрагны и выполнял апотропеическую функцию. Фигурки Геракла широко встречаются в Хатре, а культовая статуя Нергала использовала иконографию греческого бога. |
| Даган                            |             | Туттуль и Терка                                      | Даган был главным богом среднего Евфрата, считался богом процветания и «отцом богов». Хотя его культовые центры никогда не были крупными политическими державами, тем не менее, он был популярным божеством, и уже в период Эблы его культ имел международное значение. Из-за аналогичного положения в соответствующих пантеонах он и Энлиль были частично объединены. Однако Даган имел в месопотамском пантеоне и другое назначение — как бог, дарующий правителям контроль над западными землями. В Ниппуре он имел общий храм с Ишарой, хотя, вопреки выводам более старых ученых, эти два божества не рассматривались как пара, а просто имели общую область происхождения. |
| Джабру                           |             | Элам?                                                | Согласно месопотамским источникам, таким как список богов Ан = Анум, Джабру был богом, подобным Ану или Энлилю. Хотя его описывают как эламского, он не засвидетельствован ни в одном источнике из Элама. |
| Инзак Энзаг                      |             | Дильмун                                              | Шумеры считали Инзака главным богом пантеона жителей Дильмуна, но сами жители Дильмуна считали его богом Агару, земли в восточной Аравии. Главный центр его культа находился на острове Файлака, где ему был посвящен храм. Он упоминается вместе со своей женой Мескилак в документах из Ниппура и Шурпу. В нововавилонский период Инзак отождествлялся с Набу под именем Му’ати. |
| Иншушинак                        |             | Элам, особенно Сузы                                  | Иншушинак (с шумерского: «Владыка Суз») был одним из главных эламских богов. Он ассоциировался с царской властью и подземным миром и служил богом-покровителем Суз. В некоторых месопотамских текстах он фигурирует как бог подземного мира, например, в списке богов Ан = Анум его можно найти среди божеств, составляющих свиту Эрешкигаль. Его помощниками были Лагамар и Ишмекараб, имена которых имеют аккадское происхождение и которым первоначально поклонялись в Месопотамии. Франс Виггерманн считает, что Иншушинак и месопотамские боги Иштаран, Ниназу, Нингишзида и Тишпак могут быть названы «трансграничными змеиными богами», существующими на границе между эламской и месопотамской культурами на основании их общей связи с судом, загробной жизнью и змеями, а также схожего расположения их основных культовых центров.                                                     |
| Ишара                            |             | Эбла, хурритские территори                           | Эблаитская богиня досемитского и дохурритского происхождения. Она была одним из западных божеств, введенных в Месопотамию в период Ура III, и имела общие храмы с Белет Нагар в Уре и с Даганом в Ниппуре. Из-за связи с Иштар она превратилась в богиню любви, связанную с браком. Её символами был башму, в остальное время чаще всего символизировавшего богов подземного мира, и скорпионы, также связанные с браком. Согласно хурритскому источнику, она считалась дочерью Энлиля. |
| Кумарби                          |             | Хуррийские территории, особенно Уркеш                | Кумарби был одним из главных богов хурритов, считался отчасти аналогом Энлиля (и Дагана) благодаря своей роли «отца богов». Он имел хтонический характер и ассоциировался с зерном и процветанием. В Месопотамии он появляется в ассирийском тексте Tākultu как бог Таита, наряду с Набарби и Самнухой. |
| Манзинири                        |             | Элам                                                 | Эламитская богиня, известная главным образом по упоминанию «леса Манзинири». В письме Асархаддона к эламскому правителю Уртаки она фигурирует как одно из божеств, призванных гарантировать мир между двумя монархами, наряду с ассирийскими богами Ашшуром, Бэлом, Набу, Сином, Шамашем, Иштар из Ниневии и Иштар из Арбелы. Уилфред Дж. Ламберт предложил связь между Манзинири и касситской богиней Минимзир/Миризир. |
| Мескилак                         |             | Дильмун                                              | Мескилак — дильмунитская богиня, жена Инзака. Шумеры считали её дочерью Энки и Нинхурсаг под именем Нинсикила, возможно, что позднее она была отождествлена с женой Набу Ташметум. Иногда её называли Нин-Дильмун, что означает «Госпожа Дильмуна». |
| Набарби                          |             | хурритские области, особенно Таит                    | Набарби («Она из Навара») — хурритская богиня, возможно, аналогичная Белет Нагар. В месопотамских источниках она засвидетельствована в ассирийском тексте Tākultu, где она появляется вместе с Кумарби и Самнухой как одно из божеств Таита. |
| Нарунди                          |             | Сузы                                                 | Известная из Суз эламская богиня, которая в Месопотамии считалась аналогом Иштар или Нанайи и уже в старовавилонский период приобрела ярко выраженную апотропейную роль. Месопотамцы считали ей сестрой Себитти, приравнивая в списках богов к «эламской божественной семерке» — месопотамской группе эламских богов. |
| Нинатта и Кулитта                |             | Хурритские территории                                | Богини-музыканты, всегда упоминаемые в паре, были служанками Шаушки. В Ассирии они входили в свиту Иштар в её храме в Ашшуре. |
| Пиникир                          |             | Элам                                                 | Эламитская богиня, которую современные исследователи считают аналогом Иштар, а в прошлом ошибочно принимали за альтернативное имя Кириришы. Ей также поклонялись хурриты в Сирии и Анатолии, и Гэри Бекман предполагает, что её культ был перенесен туда из месопотамского региона. В аккадском списке богов, известном по копии из Эмара, она приравнивается к Нинсианне. |
| Симут                            |             | Элам                                                 | Симут — эламский бог, связанный с Марсом, и считавшийся вестником богов. Его имя использовалось в качестве теофорного элемента в старовавилонских личных именах, а списки богов связывали его с Нергалом. Возможно, аккадская богиня Манзат, ставшая популярным божеством в Эламе, считалась его женой. |
| Тишпак                           |             | Эшнунна                                              | Тишпак — бог, заменивший Ниназу в качестве божества-покровителя Эшнунны. Он разделял большинство его функций и атрибутов (например, плуг, две булавы и различные змеи и змеевидные чудовища, такие как мушхушшу). Существует мнение, что он имел иноземные корни. Если в ранних научных работах для него предлагалось хурритское происхождение (и связь с Тешубом), то более поздние источники склоняются к эламской этимологии его имени, а также имени его сына Наншака, известного по спискам богов. |
| Умбидаки Нупатик                 |             | Хуррийские территории                                | Умбидаки был богом, которому поклонялись в храме Иштар в Арбеле в новоассирийское время. Предполагается, что он был аналогом хурритского бога Нупатика, возможно, привезенного в Арбелу после захвата его статуи во время войны. |
| Хабуритум                        |             | Сикани                                               | Хабуритум — богиня, понимаемая либо как «она из Хабура» (либо реки, либо местности вокруг нее), либо как «она из города Хабура». Первый вариант считается более правдоподобным, поскольку центром её культа, по-видимому, был Сикани, расположенный у истоков реки Хабур, а не Хабура, которая находилась вблизи современного Аль-Хасака. В Месопотамии ей поклонялись наряду с другими западными божествами, такими как Даган и Ишара. |
| Хаххарнум и Хайяшум              |             | Хуррийские территории                                | Хахарнум и Хайяшум — месопотамская адаптация хурритских слов, обозначающих небо и землю, eše hawurni. Хотя хурриты не поклонялись этой паре как персонифицированным божествам, в Месопотамии они фигурируют как первозданные боги в нескольких текстах. Один только Хамурну (Хаххарнум) фигурирует в копии списка богов Аншар = Анум, где он также объясняется как имя Ану. До обнаружения хурритского происхождения их имен Хаххарнум и Хайяшум описывались как «малоизвестные первоначальные божества». |
| Харбе                            |             | Родина касситов в Загросе                            | Харбе, вероятно, был главой касситского пантеона. Его символ, известный по некоторым месопотамским кудурру (межевым камням), представлял собой птицу с повернутой назад головой. |
| Хумбан                           |             | Элам                                                 | Хумбан — эламский бог, связанный с концепцией царской власти и божественной защиты (kiten). В месопотамских источниках он появляется лишь спорадически в новоассирийский период, а в комментарии к серии заклинаний Шурпу он приравнивается к Энлилю, скорее всего, на основании их общей роли как богов, наделяющих властью человеческих правителей. Исследователи прошлого иногда ошибочно принимали его за одного и того же эламского бога Напириша. Свидетельства из административного архива Персеполиса показывают, что его поклонение было перенято персами и от эламитов. Хотя в прошлом часто выдвигались предположения о связи между Хумбаном и Хумбабой, сейчас она считается неправдоподобной. |
| Шалаш                            |             | Эбла, Туттуль                                        | Шалаш была женой сирийского бога Дагана. Вместе с мужем она встречается в надписях на цилиндрических печатях периода Исин-Ларсы. |
| Шаушка                           |             | Ниневия, Нузи и другие хуррийские центры             | Шаушка — хурритская богиня, считавшаяся аналогом Иштар («Иштар из Субарту» или «Иштар из Ниневии»). Несмотря на её происхождение, древнейшие известные свидетельства о Шаушке и её главном культовом центре Ниневии относятся к месопотамским, а не хурритским документам. Она засвидетельствована в религиозных документах периода Ура III, но поклонение ей, очевидно, сохранялось и в более поздние времена, поскольку она фигурирует в списке приношений из старовавилонского Исина. Храм, посвященный ей, находился и в Вавилоне. Она оказала влияние на более позднюю ассирийскую Иштар из Ниневии, хотя в ней также прослеживается влияние Нинлиль. |
| Шувала                           |             | Мардаман                                             | Шувала, богиня-покровительница Мардамана, города, расположенного на севере современного Ирака, засвидетельствована в источниках периода Ура III. Предполагается, что она была подземным божеством хурритского происхождения. |
| Шукамуна и Шумалия               |             | Родина касситов в Загросе                            | Шукамуна и Шумалия — пара касситских богов, считавшихся покровителями касситской династии Вавилона. Они изображались на ряде кудурру в символической форме птиц, сидящих на жердочке. |
| Яхве Эль, Элохим, Эль Шаддай, Ях |             | Царства Израиля и Иудеи                              | Яхве был национальным богом израильтян, первоначально живших в левантийских царствах Израиль и Иуда. В 586 году до н. э. нововавилонский царь Навуходоносор захватил Иерусалим, разрушил Храм Соломона и депортировал элиту иудейского общества в Вавилон начав событие, известное как «Вавилонское изгнание». Современные учёные в целом согласны с тем, что большая часть Девтерономической истории, вероятно, была отредактирована и переработана иудейскими священниками, жившими в Вавилоне во время изгнания. Произведения Второ-Исайи, также написанные в Вавилоне, представляют собой первое недвусмысленное заявление иудеев о несуществовании иноземных божеств и провозглашение Яхве единственным и верховным Богом. Большая часть Торы, вероятно, была написана и составлена после изгнания, когда персы разрешили евреям вернуться на родину.                                        |

### На других языках
Книги
- Ackerman, Susan. When Heroes Love: The Ambiguity of Eros in the Stories of Gilgamesh and David (англ.). — New York: Columbia University Press, 2005. — 353 p. — ISBN 978-0-231-13260-2.
- Ackerman, Susan. Gender and Difference in Ancient Israel (англ.) / ed. Day, Peggy L. — Minneapolis: Fortress Press, 2006. — 209 p. — ISBN 978-0-8006-2393-7.
- Andrade, Nathanael J. Syrian Identity in the Greco-Roman World (англ.). — Cambridge: Cambridge University Press, 2013. — 412 p. — ISBN 978-1-107-01205-9.
- Archi, Alfonso. Ebla and Its Archives: Texts, History, and Society (англ.). — De Gruyter, 2015. — 854 p. — ISBN 978-1-61451-716-0.
- Asher-Greve, Julia M.; Westenholz, Joan G. Goddesses in Context: On Divine Powers, Roles, Relationships and Gender in Mesopotamian Textual and Visual Sources (англ.). — Fribourg: Academic Press Fribourg, Vandenhoeck & Ruprecht Göttingen, 2013. — 460 p. — ISBN 978-3-7278-1738-0.
- Ataç, Mehmet-Ali. Art and Immortality in the Ancient Near East (англ.). — Cambridge University Press, 2018. — 285 p. — ISBN 978-1-107-15495-7.
- Bautsch, Kelly C. A Study of the Geography of 1 Enoch 17-19: No One Has Seen What I Have Seen (англ.). — Leiden, Boston: Brill, 2003. — 332 p. — (Supplements to the Journal for the Study of Judaism Series. Volume 81). — ISBN 978-90-04-13103-3.
- Beaulieu, Paul-Alain. The pantheon of Uruk during the neo-Babylonian period (англ.). — Leiden, Boston: Brill, 2003. — 424 p. — ISBN 978-90-04-13024-1.
- Black, Jeremy A. The Literature of Ancient Sumer (англ.). — Oxford University Press, 2006. — 372 p. — ISBN 978-0-19-929633-0.
- Black, Jeremy; Green, Anthony. Gods, Demons and Symbols of Ancient Mesopotamia: An Illustrated Dictionary (англ.). — The British Museum Press, 1992. — 192 p. — ISBN 978-0-7141-1705-8.
- Bricault, Laurent; Bonnet, Corinne. Panthée: religious transformations in the Graeco-Roman Empire (англ.). — Brill, 2013. — 400 p. — ISBN 978-9-004-25690-3.
- Burkert, Walter. A Companion to Ancient Epic (англ.). — New York, London: Blackwell, 2005. — 704 p. — ISBN 978-1-4051-0524-8.
- Ceccarelli, Manuel. Enki und Ninmah: Eine mythische Erzählung in sumerischer Sprache (нем.). — Tübingen: Mohr Siebeck[англ.], 2016. — 269 p. — (Orientalische Relionen in der Antik, Vol. 16). — ISBN 978-3-16-154278-7.
- Clay, Albert Tobias[англ.]. The Origin of Biblical Traditions: Hebrew Legends in Babylonia and Israel (англ.). — Eugene: Wipf and Stock[англ.], 2006. — 234 p. — ISBN 978-1-59752-718-7.
- Cohen, Getzel M. The Hellenistic settlements in the East from Armenia and Mesopotamia to Bactria and India (англ.). — USA: University of California Press, 2013. — 440 p. — ISBN 978-0-520-95356-7.
- Cohen, Mark E. The cultic calendars of the ancient Near East (англ.). — Bethesda, Md.: CDL Press, 1993. — 505 p. — ISBN 1-883053-00-5.
- Coleman, J. A.; Davidson, George. The Dictionary of Mythology: An A-Z of Themes, Legends, and Heroes (англ.). — London: Arcturus Publishing Limited, 2015. — 384 p. — ISBN 978-1-78404-478-7.
- Dalley, Stephanie[англ.]. Myths from Mesopotamia: Creation, the Flood, Gilgamesh, and Others (англ.). — Oxford: Oxford University Press, 1989. — 339 p. — ISBN 978-0-19-283589-5.
- Day, John[англ.]. Yahweh and the Gods and Goddesses of Canaan (англ.). — New York, London: Continuum International Publishing Group, 2002. — 290 p. — ISBN 978-0-567-53783-6.
- Dever, William G.[англ.]. Who Were the Early Israelites and Where Did They Come From? (англ.). — Grand Rapids: William B. Eerdmans Publishing Company[англ.], 2003. — 268 p. — ISBN 978-0-8028-4416-3.
- Dillery, John D. Clio's Other Sons: Berossus and Mantheo (англ.). — USA: University of Michigan Press, 2014. — 494 p. — ISBN 978-0-472-05227-1.
- Drewnowska-Rymarz, Olga. Mesopotamian goddess Nanāja (англ.). — Warszawa: Agade, 2008. — 213 p. — ISBN 978-83-87111-41-0.
- Drijvers, Henrik J. W. Cults and beliefs at Edessa (англ.). — Leiden: Brill, 1980. — 270 p. — ISBN 978-9-004-29562-9.
- Feliu, Lluís. The god Dagan in Bronze Age Syria (англ.). — Leiden, Boston: Brill, 2003. — 356 p. — ISBN 90-04-13158-2.
- Finkelstein, Israel; Silberman, Neil A.[англ.]. The Bible Unearthed: Archaeology's New Vision of Ancient Israel and the Origin of Sacred Texts (англ.). — New York: Simon & Schuster, 2001. — 400 p. — ISBN 978-0-7432-2338-6.
- Foster, Benjamin R. Before the muses: an anthology of Akkadian literature (англ.). — Potomac[англ.]: CDL Press, 1996. — 927 p. — ISBN 1-883053-23-4.
- Gelb, Ignace J. Hurrians and Subarians (англ.). — Chicago, London: University of Chicago Press, 1973. — 128 p. — ISBN 978-0-226-62393-1.
- George, Andrew R.[англ.]. Babylonian Topographical Texts (англ.). — Peeters Publishers, 1992. — 504 p. — (Orientalia Lovaniensia analecta (Vol. 40)). — ISBN 978-90-6831-410-6.
- George, Andrew R.[англ.]. House most high: the temples of ancient Mesopotamia (англ.). — Winona Lake[англ.]: Eisenbrauns[англ.], 1993. — 209 p. — ISBN 0-931464-80-3.
- George, Andrew R.[англ.]. The Babylonian Gilgamesh epic: introduction, critical edition and cuneiform texts (англ.). — Oxford, New York[англ.]: Oxford University Press, 2003. — 986 p. — ISBN 0-19-814922-0.
- Grabbe, Lester L.[англ.]. An Introduction to Second Temple Judaism (англ.). — New York, London: A & C Black, 2010. — 150 p. — ISBN 978-0-567-55248-8.
- Henkelman, Wouter F. M. The other gods who are: studies in Elamite-Iranian acculturation based on the Persepolis fortification texts (англ.). — Leiden: The Netherlands Institute for the Near East[англ.], 2008. — 670 p. — ISBN 978-90-6258-414-7.
- Holland, Glenn S. Gods in the Desert: Religions of the Ancient Near East (англ.). — Lanham[англ.], Boulder, New York, Toronto, Plymouth: Rowman & Littlefield, 2009. — 309 p. — ISBN 978-0-7425-9979-6.
- Horowitz, Wayne. Mesopotamian Cosmic Geography (англ.). — Winona Lake[англ.]: Eisenbrauns[англ.], 1998. — 410 p. — ISBN 978-0-931464-99-7.
- Jacobsen, Thorkild. Toward the Image of Tammuz and Other Essays on Mesopotamian History and Culture (англ.) / ed. Moran, William L.[англ.]. — Eugene: Wipf and Stock[англ.], 2008. — P. 73—103. — ISBN 978-1-55635-952-1.
- Jacobsen, Thorkild. The Harps that Once...: Sumerian Poetry in Translation (англ.). — New Haven: Yale University Press, 1987. — 498 p. — ISBN 978-0-300-07278-5.
- James, Edwin O.[англ.]. The Worship of the Sky-god: A Comparative Study in Semitic and Indo-European Religion (англ.). — London: Athlone Press, 1963. — 175 p. — ISBN 9780485174069.
- Jordan, Michael. Encyclopedia of Gods (англ.). — London: Kyle Cathie Limited, 2002. — 417 p. — ISBN 978-0-8160-5923-2.
- Katz, Dina. The Image of the Underworld in Sumerian Sources (англ.). — Bethesda: Eisenbrauns[англ.], 2003. — 488 p. — ISBN 978-1883053772.
- Kramer, Samuel N. Sumerian Mythology: A Study of Spiritual and Literary Achievement in the Third Millennium B.C.: Revised Edition (англ.). — Philadelphia: University of Pennsylvania Press, 1961. — 130 p. — ISBN 978-0-8122-1047-7.
- Kramer, Samuel N. The Sumerians: Their History, Culture, and Character (англ.). — Chicago: University of Chicago Press, 1963. — 355 p. — ISBN 978-0-226-45238-8.
- Litke, Richard L. A reconstruction of the Assyro-Babylonian god lists, AN:dA-nu-umm and AN: Anu šá Ameli (англ.). — Yale Babylonian Collection[англ.], 1998. — 281 p. — ISBN 978-0-9667495-0-2.
- Lambert, Wilfred G.[англ.]. Babylonian creation myths (англ.). — Winona Lake[англ.]: Eisenbrauns[англ.], 2013. — 640 p. — (Mesopotamian civilizations. Vol. 16). — ISBN 9781575062471.
- Launderville, Dale. Celibacy in the Ancient World: Its Ideal and Practice in Pre-Hellenistic Israel, Mesopotamia, and Greece (англ.). — Collegeville: Liturgical Press, 2010. — 616 p. — ISBN 978-0-8146-5734-8.
- Leick, Gwendolyn[англ.]. A Dictionary of Ancient Near Eastern Mythology (англ.). — New York: Routledge, 1998. — 199 p. — ISBN 978-0-415-19811-0.
- Leick, Gwendolyn[англ.]. Sex and Eroticism in Mesopotamian Literature (англ.). — New York: Routledge, 2013. — 336 p. — ISBN 978-1-134-92074-7.
- Marchesi, Gianni. LUMMA in the onomasticon and literature of Ancient Mesopotamia (англ.). — Padova: S.a.r.g.o.n. Editrice e libreria, 2006. — 148 p. — ISBN 978-88-901286-4-6.
- Marcato, Enrico. Religious Significance of Hatran Theophoric Names // Personal names in the Aramaic inscriptions of Hatra. Antichistica (англ.). — Ca' Foscari -Digital Publishin, 2018. — 204 p. — (Antichistica. Studi orientali. Vol. 7). — ISBN 978-88-6969-233-8.
- McCall, Henrietta. Mesopotamian Myths (англ.). — Austin: University of Texas Press, 1990. — 80 p. — (The Legendary past). — ISBN 978-0-292-75130-9.
- McEvilley, Thomas. The Shape of Ancient Thought: Comparative Studies in Greek and Indian Philosophies (англ.). — New York: Allworth Press, 2002. — 768 p. — ISBN 978-1-58115-203-6.
- Miller, Patrick D.[англ.]. A History of Ancient Israel and Judah (англ.). — Louisville, London: Westminster John Knox Press[англ.], 1986. — 523 p. — ISBN 978-0-664-21262-9.
- Morony, Michael G. Iraq after the Muslim conquest (англ.). — Princeton: Princeton University Press, 1984. — 689 p. — ISBN 978-0-691-05395-0.
- Nemet-Nejat, Karen Rhea. Daily Life in Ancient Mesopotamia (англ.). — Santa Barbara: Greenwood Publishing Group, 1998. — 346 p. — ISBN 978-0-313-29497-6.
- Parker, Robert. Greek Gods Abroad: Names, Natures, and Transformations (англ.). — USA: University of California Press, 2017. — 257 p. — ISBN 978-0-520-29394-6.
- Penglase, Charles. Greek Myths and Mesopotamia: Parallels and Influence in the Homeric Hymns and Hesiod (англ.). — New York, London: Routledge, 1994. — 278 p. — ISBN 978-0-415-15706-3.
- Peterson, Jeremiah. God lists from Old Babylonian Nippur in the University Museum, Philadelphia (АОАТ 362) (англ.). — Münster: Ugarit Verlag, 2009a. — 140 p. — (Alter Orient und Altes Testament. Bd. 362). — ISBN 978-3-86835-019-7.
- Pryke, Louise M. Ishtar (англ.). — New York, London: Routledge, 2017. — 239 p. — ISBN 978-1-138-86073-5.
- Richter, Thomas. Untersuchenungen zu den lokalen Panthea Süd- und Mittelbabyloniens in altbabylonidcher Zeit (нем.). — Münster: Ugarit-Verlag, 2004. — 608 S. — (Alter Orient und Altes Testament. Bd. 257). — ISBN 9783934628502.
- Saadi-Nejad, Manya. Anahita. A History and Reception of the Iranian Water Goddess (англ.). — London: I.B. Tauris, 2021. — 264 p. — ISBN 978-1-83860-111-9.
- Saggs, Henry W. F. Everyday Life in Babylonia & Assyria (англ.). — Dorset Press, 1987. — 207 p. — ISBN 978-0-88029-127-9.
- Schneider, Tammi J. An Introduction to Ancient Mesopotamian Religion (англ.). — Grand Rapids: William B. Eerdmans Publishing Company[англ.], 2011. — 146 p. — ISBN 978-0-8028-2959-7.
- Schwemer, Daniel. Die Wettergottgestalten Mesopotamiens und Nordsyriens im Zeitalter der Keilschriftkulturen: Materialien und Studien nach den schriftlichen Quellen (нем.). — Wiesbaden: Harrassowitz Verlag[англ.], 2001. — 1024 S. — ISBN 978-3-447-04456-1.
- Selz, Gebhard. Untersuchungen zur Götterwelt des altsumerischen Stadtstaates von Lagaš (нем.). — Philadelphia: University of Pennsylvania Museum, 1995. — 439 S. — ISBN 978-0-924171-00-0.
- Taracha, Piotr. Religions of Second Millennium Anatolia (англ.). — Wiesbaden: Harrassowitz Verlag[англ.], 2009. — 232 p. — ISBN 978-3447058858.
- van der Toorn, Karel[англ.]. Family Religion in Babylonia, Ugarit and Israel: Continuity and Changes in the Forms of Religious Life. (англ.). — Leiden, New York, Köln: Brill, 1996. — 491 p. — (Handbook of Oriental Studies. Section 2 South Asia. Vol. 7). — ISBN 978-90-04-10410-5.
- Wiggermann, Frans A. M. Mesopotamian Protective Spirits: The Ritual Texts (англ.). — Groningen: Brill, 1992. — 222 p. — (Cuneiform monographs. Vol. 1). — ISBN 978-90-72371-52-2.
- Wiggins, Steve A. A reassessment of Asherah: with further considerations of the goddess (англ.). — Piscataway[англ.]: Gorgias Press[англ.], 2007. — 365 p. — ISBN 978-1-59333-717-9.
- Wilhelm, Gernot. The Hurrians (англ.). — Warminster[англ.]: Aris & Phillips, 1989. — 132 p. — ISBN 978-0-85668-442-5.
- Wills, Lawrence M. Ancient Jewish Novels: An Anthology (англ.). — Oxford: Oxford University Press, 2002. — 298 p. — ISBN 978-0-19-515142-8.
- Wolkstein, Diane[англ.]; Kramer, Samuel N. Inanna: Queen of Heaven and Earth: Her Stories and Hymns from Sumer (англ.). — New York: HarperCollins, 1983. — 256 p. — ISBN 978-0-06-090854-6.
- Wright, Edward J. The Early History of Heaven (англ.). — Oxford: Oxford University Press, 2002. — 336 p. — ISBN 978-0-19-534849-1.
- Zisa, Gioele. The Loss of Male Sexual Desire in Ancient Mesopotamia (англ.). — Berlin, Boston: De Gruyter, 2021. — 612 p. — (Medical Traditions. Vol. 5). — ISBN 978-3-11-075726-2.

Статьи
- al-Salihi, Wathiq I. Two cult-statues from Hatra (англ.) // Iraq : журнал. — 1996. — Vol. 58. — P. 105—108. — doi:10.1017/S002108890000320X.
- Alvarez-Mon, Javier. Puzur-Inšušinak, the last king of Akkad? Text and Image Reconsidered (англ.) // Elam and its neighbors recent research and new perspectives: proceedings of the international congress held at Johannes Gutenberg University Mainz, September 21-23, 2016 : сборник  / eds. Mofidi-Nasrabadi, Behzad; Prechel, Doris; Pruß, Alexander. — Hildesheim: Verlag Franzbecker, 2018. — P. 169—216. — ISBN 978-3-88120-868-0.
- Archi, Alfonso. The Names of the Primeval Gods (англ.) // Orientalia : журнал. — GBPress- Gregorian Biblical Press, 1990. — Vol. 59, no. 2. — P. 114—129. — ISSN 0030-5367. — JSTOR 43075881.
- Archi, Alfonso. Translation of Gods: Kumarpi, Enlil, Dagan/NISABA, Ḫalki (англ.) // Orientalia : журнал. — GBPress- Gregorian Biblical Press, 2004. — Vol. 73, no. 4. — P. 319—336. — ISSN 0030-5367. — JSTOR 43078173.
- Archi, Alfonso. Hadda of Ḫalab and His Temple in the Ebla Period (англ.) // Iraq : журнал. — British Institute for the Study of Iraq[англ.], Cambridge University Press, 2010. — Vol. 72. — P. 3—17. — ISSN 0021-0889. — doi:10.1017/S0021088900000565. — JSTOR 20779017.
- Archi, Alfonso. The West Hurrian Pantheon and Its Background (англ.) // Beyond Hatti: a tribute to Gary Beckman : сборник  / eds. Collins, B. J.; Michalowski, P. — Atlanta: Lockwood Press, 2013. — P. 1—22. — ISSN 978-1-937040-11-6.
- Archi, Alfonso. A Royal Seal from Ebla (17th cent. B.C.) with Hittite Hieroglyphic Symbols (англ.) // Orientalia : журнал. — GBPress- Gregorian Biblical Press, 2015a. — Vol. 84, no. 1. — P. 18—28. — ISSN 0030-5367. — JSTOR 26153279.
- Armstrong, James A. Uruk (англ.) // The Oxford Companion to Archaeology : справочник  / eds. Fagan, Brian M.; Beck, Charlotte; Michaels, George; Scarre, Chris[англ.]; Silberman, Neil Asher[англ.]. — Oxford: Oxford University Press, 1996. — P. 735—736. — ISSN 978-0-19-507618-9.
- Barjamovic, Gojko[англ.]. Propaganda and practice in Assyrian and Persian imperial culture (англ.) // Universal Empire: A Comparative Approach to Imperial Culture and Representation in Eurasian History : сборник  / eds. Bang, Peter Fibiger; Kolodziejczyk, Dariusz. — Cambridge: Cambridge University Press, 2012. — P. 43—59. — ISSN 9781139136952.
- Bauer, Josef. LUM-ma (нем.) // Reallexikon der Assyriologie und vorderasiatischen Archäologie[англ.] : энциклопедия. — De Gruyter, 1990. — Bd. 7. Libanukšabaš — Medizin. — S. 168—170. — ISBN 9783110104370.
- Beaulieu, Paul-Alain. Antiquarian Theology in Seleucid Uruk (англ.) // Acta Sumerologica : журнал. — 1992. — Vol. 14. — P. 47—75.
- Beaulieu, Paul-Alain. Nabû and Apollo: the two faces of Seleucid religious policy (англ.) // Orient und Okzident in hellenistischer Zeit: Beiträge zur Tagung «Orient und Okzident - Antagonismus oder Konstrukt? Machtstrukturen, Ideologien und Kulturtransfer in hellenistischer Zeit», Würzburg 10.-13. April 2008 : сборник  / eds. Friedhelm, Hoffmann; Karin, Stella S. — Verlag Patrick Brose, 2014. — S. 13—20. — ISBN 9783944207032.
- Beckman, Gary. Ištar of Nineveh Reconsidered (англ.) // Journal of Cuneiform Studies[англ.] : журнал. — American Schools of Oriental Research[англ.], 1998. — Vol. 50. — P. 1—10. — ISSN 0022-0256. — doi:10.2307/1360026. — JSTOR 1360026.
- Beckman, Gary. The Goddess Pirinkir and Her Ritual from Ḫattuša (CTH 644) (англ.) // Ktèma: Civilisations de l'Orient, de la Grèce et de Rome antiques[фр.] : журнал. — Strasbourg: Persee Program, 1999. — Livr. 24, no 1. — P. 25—39. — ISSN 0221-5896.
- Behrens, Herman; Klein, Jacob. Ninegalla (англ.) // Reallexikon der Assyriologie und vorderasiatischen Archäologie[англ.] : энциклопедия. — De Gruyter, 2001. — Bd. 9. Nab — Nuzi. — S. 342—347. — ISBN 9783110172966.
- Betz, Arnold G. Monotheism // Eerdmans Dictionary of the Bible (англ.) / eds. Freedman, David N.; Myer, Allen C. — William B. Eerdmans Publishing Company[англ.], 2000. — P. 916—917. — ISBN 978-90-5356-503-2.
- Blum, Erhard. Issues and Problems in the Contemporary Debate Regarding the Priestly Writings (англ.) // The strata of the priestly writings: contemporary debate and future directions : сборник  / eds. Shectman, Sarah; Baden, Joel S. — Zürich: Theologischer Verlag[нем.], 1998. — P. 32—33. — ISBN 978-3-290-17536-8.
- Brisch, Nicole. Anunna (Anunnaku, Anunnaki) (a group of gods) (англ.). Ancient Mesopotamian Gods and Goddesses. Open Richly Annotated Cuneiform Corpus. UK Higher Education Academy[англ.] (2016).
- Brinkman, John A. Kassiten · Kassites (англ.) // Reallexikon der Assyriologie und vorderasiatischen Archäologie[англ.] : энциклопедия. — De Gruyter, 1980. — Bd. 5. Ia — Kizzuwatna. — S. 464—473. — ISBN 9783110071924.
- Budin, Stephanie L. A Reconsideration of the Aphrodite-Ashtart Syncretism (англ.) // Numen (journal)[англ.] : журнал. — 2004. — Vol. 51, no. 2. — P. 95—145. — doi:10.1163/156852704323056643.
- Cavigneaux, Antoine; Krebernik, Manfred[нем.]. Nungal (нем.) // Reallexikon der Assyriologie und vorderasiatischen Archäologie[англ.] : энциклопедия. — De Gruyter, 2001. — Bd. 9. Nab — Nuzi. — S. 615—618. — ISBN 9783110172966.
- Cavigneaux, Antoine; Krebernik, Manfred[нем.]. Nin-ama'arḫuššu (нем.) // Reallexikon der Assyriologie und vorderasiatischen Archäologie[англ.] : энциклопедия. — De Gruyter, 2001a. — Bd. 9. Nab — Nuzi. — S. 327. — ISBN 9783110172966.
- Cavigneaux, Antoine; Krebernik, Manfred[нем.]. Nin-gublaga (нем.) // Reallexikon der Assyriologie und vorderasiatischen Archäologie[англ.] : энциклопедия. — De Gruyter, 2001b. — Bd. 9. Nab — Nuzi. — S. 374—376. — ISBN 9783110172966.
- Dalley, Stephanie[англ.]. Gods from north-eastern and north-western Arabia in cuneiform texts from the First Sealand Dynasty, and a cuneiform inscription from Tell en-Naṣbeh, c.1500 BC (англ.) // Arabian Archaeology and Epigraphy[англ.] : журнал. — John Wiley & Sons, 2013. — Vol. 24, no. 2. — P. 177—185. — ISSN 0905-7196. — doi:10.1111/aae.12005.
- Dirven, Lucinda. Religious continuity and change in Parthian Mesopotamia: A note on the survival of Babylonian traditions (англ.) // Journal of Ancient Near Eastern History[англ.] : журнал. — De Gruyter, 2014. — Vol. 1. — Iss. 2. — P. 201—229. — doi:10.1515/janeh-2014-0004.
- Ebeling, Erich; Wiggermann, Frans A. M. Mischwesen A. Philologisch. Mesopotamien (англ.) // Reallexikon der Assyriologie und vorderasiatischen Archäologie[англ.] : энциклопедия. — De Gruyter, 1997. — Bd. 8. Meek — Mythologie. — S. 222—245. — ISBN 9783110148091.
- Edzard, Dietz-Otto. Kanisurra (англ.) // Reallexikon der Assyriologie und vorderasiatischen Archäologie[англ.] : энциклопедия. — De Gruyter, 1980. — Bd. 5. Ia — Kizzuwatna. — S. 389. — ISBN 9783110071924.
- Edzard, Dietz-Otto; Lambert, Wilfred G.[англ.]. Kingaludda (англ.) // Reallexikon der Assyriologie und vorderasiatischen Archäologie[англ.] : энциклопедия. — De Gruyter, 1980. — Bd. 5. Ia — Kizzuwatna. — S. 603. — ISBN 9783110071924.
- Erickson, Kyle. Apollo-Nabû: The Babylonian policy of Antiochus I (англ.) // Seleucid Dissolution: The Sinking of the Anchor (Philippika) : сборник  / eds. Erickson K.; Ramsey G. — Harrassowitz[англ.], 2011. — P. 51—66. — ISSN 978-3447065887.
- Falkenstein, A. Die Anunna in der sumerischen Überlieferung (нем.) // Assyriological Studies : журнал. — Chicago: The Oriental Institute of the University of Chicago, 1965. — Vol. 16. — P. 127—140.
- Fechner, Josephine; Tanret, Michel. Uttu (англ.) // Reallexikon der Assyriologie und vorderasiatischen Archäologie[англ.] : энциклопедия. — De Gruyter, 2014. — Bd. 14, Lieferung 3/4. Tukulti-Ninurta I — Upur-kubak. — S. 518. — ISBN 9783110346602.
- George, Andrew R.[англ.]. Glossary of Proper Nouns // The Epic of Gilgamesh: The Babylonian Epic Poem and Other Texts in Akkadian and Sumerian (англ.). — London, New York, Melbourne, Toronto, New Delhi, Auckland, Rosebank[англ.]: Penguin Books, 1999. — 304 p. — ISBN 978-0-14-044919-8.
- Hallo, William W.[англ.]. Review: Enki and the Theology of Eridu (англ.) // Journal of the American Oriental Society : журнал. — American Oriental Society[англ.], 1996. — Vol. 116. — P. 231—234. — doi:10.2307/605698. — JSTOR 605698.
- Harris, Rivkah. Inanna-Ishtar as Paradox and a Coincidence of Opposites (англ.) // History of Religions : журнал. — 1991. — February (vol. 30, no. 3). — P. 261—278. — doi:10.1086/463228. — JSTOR 1062957.
- Henkelman, Wouter F. M. Šimut (англ.) // Reallexikon der Assyriologie und vorderasiatischen Archäologie[англ.] : энциклопедия. — De Gruyter, 2011. — Bd. 12. Samuha — Spinne. — S. 511—512. — ISBN 9783110203844.
- Herbert, Sharon C. The Hellenistic Archives from Tel Kedesh (Israel) and Seleucia-on-the-Tigris (Iraq) (англ.) // Bulletin : журнал. — Michigan: University of Michigan Library[англ.], 2003. — Vol. 15.
- Horry, Ruth. Tašmetu (goddess); Divine consort of the god Nabu, associated with wisdom and sexual attractiveness (англ.). Ancient Mesopotamian Gods and Goddesses. Open Richly Annotated Cuneiform Corpus. UK Higher Education Academy[англ.] (2013).
- Horry, Ruth. Erra (god); God of war and plagues, who later became closely associated with the underworld god Nergal (англ.). Ancient Mesopotamian Gods and Goddesses. Open Richly Annotated Cuneiform Corpus. UK Higher Education Academy[англ.] (2016).
- James, Peter; Van der Sluijs, Marius Anthony. Ziggurats, Colors, and Planets: Rawlinson Revisited (англ.) // Journal of Cuneiform Studies[англ.] : журнал. — The American Schools of Oriental Research[англ.], 2008. — Vol. 60. — P. 57—79. — doi:10.1086/JCS25608622. — JSTOR 25608622.
- Kasak, Enn[англ.]; Veede, Raul. Understanding Planets in Ancient Mesopotamia (англ.) // Folklore: Electronic Journal of Folklore : журнал  / eds. Kõiva, Mare[эст.]; Kuperjanov, Andres[эст.]. — Tartu: Folk Belief and Media Group of ELM, 2001. — Vol. 16. — P. 7—33. — ISSN 1406-0957. — doi:10.7592/FEJF2001.16.planets.
- Katz, Dina. Inanna's Descent and Undressing the Dead as a Divine Law (англ.) // Zeitschrift für Assyriologie und Vorderasiatische Archäologie : журнал. — De Gruyter, 1995. — Bd. 85, Nr. 2. — S. 221—233. — ISSN 0084-5299. — doi:10.1515/zava.1995.85.2.221.
- Klein, Jacob. The God Martu in Sumerian Literature (англ.) // Sumerian Gods and their Representations : сборник  / eds. Finkel, I. L.; Geller, M. J. — 1997. — P. 99—116. — ISBN 978-90-56-93005-9.
- Klein, Jacob. The Assumed Human Origin of Divine Dumuzi: A Reconsideration (англ.) // Proceedings of the 53e Rencontre Assyriologique Internationale : сборник. — Penn State University Press[англ.], 2010. — Vol. 1: Language in the Ancient Near East. — P. 1121—1134. — ISBN 9781575066394.
- Kramer, Samuel N. The Sumerian Deluge Myth: Reviewed and Revised (англ.) // Anatolian Studies[англ.] : журнал. — Ankara: British Institute at Ankara, 1983. — Vol. 33. — P. 115—121. — doi:10.2307/3642699. — JSTOR 3642699.
- Krebernik, Manfred[нем.]. Lugal-asal (нем.) // Reallexikon der Assyriologie und vorderasiatischen Archäologie[англ.] : энциклопедия. — De Gruyter, 1990. — Bd. 7. Libanukšabaš — Medizin. — S. 115—116. — ISBN 9783110104370.
- Krebernik, Manfred[нем.]. Mamma, Mammi, Mammītum (нем.) // Reallexikon der Assyriologie und vorderasiatischen Archäologie[англ.] : энциклопедия. — De Gruyter, 1990a. — Bd. 7. Libanukšabaš — Medizin. — S. 330—331. — ISBN 9783110104370.
- Krebernik, Manfred[нем.]. Meskilak, Mesikila, Ninsikila (нем.) // Reallexikon der Assyriologie und vorderasiatischen Archäologie[англ.] : энциклопедия. — De Gruyter, 1997. — Bd. 8. Meek — Mythologie. — S. 93—94. — ISBN 9783110148091.
- Krebernik, Manfred[нем.]. Nanšak (нем.) // Reallexikon der Assyriologie und vorderasiatischen Archäologie[англ.] : энциклопедия. — De Gruyter, 2001. — Bd. 9. Nab — Nuzi. — S. 152. — ISBN 9783110172966.
- Krebernik, Manfred[нем.]. Drachenmutter und Himmelsrebe? Zur Frühgeschichte Dumuzis und seiner Familie (нем.) // Literatur, Politik und Recht in Mesopotamien: Festschrift für Claus Wilcke  / eds. Sallaberger, Walther[англ.]; Volk, Konrad; Zgoll, Annette[нем.]. — Wiesbaden: Harrassowitz Verlag[англ.], 2003. — S. 151—180. — ISBN 3-447-04659-7.
- Krebernik, Manfred[нем.]. Pa(p)-niĝara (нем.) // Reallexikon der Assyriologie und vorderasiatischen Archäologie[англ.] : энциклопедия. — De Gruyter, 2005. — Bd. 10 Oannes — Priesterverkleidung. — S. 325—327. — ISBN 9783110185355.
- Krebernik, Manfred[нем.]. Richtergott(heiten) (нем.) // Reallexikon der Assyriologie und vorderasiatischen Archäologie[англ.] : энциклопедия. — De Gruyter, 2008. — Bd. 11. Prinzessin — Samug. — S. 354—361. — ISBN 9783110203837.
- Krebernik, Manfred[нем.]. Šarrāḫītu (нем.) // Reallexikon der Assyriologie und vorderasiatischen Archäologie[англ.] : энциклопедия. — De Gruyter, 2011. — Bd. 12. Samuha — Spinne. — S. 71—72. — ISBN 9783110203844.
- Krul, Julia. Some Observations on Late Urukean Theophoric Names (англ.) // Grenzüberschreitungen Studien zur Kulturgeschichte des Alten Orients: Festschrift für Hans Neumann zum 65. Geburtstag am 9. Mai 2018 : сборник. — Münster: Zaphon, 2018. — S. 349—363. — ISBN 978-3-96327-010-9.
- Lambert, Wilfred G.[англ.]. Išme-karāb (англ.) // Reallexikon der Assyriologie und vorderasiatischen Archäologie[англ.] : энциклопедия. — De Gruyter, 1980. — Bd. 5. Ia — Kizzuwatna. — S. 196—197. — ISBN 9783110071924.
- Lambert, Wilfred G.[англ.]. Jabnu (англ.) // Reallexikon der Assyriologie und vorderasiatischen Archäologie[англ.] : энциклопедия. — De Gruyter, 1980a. — Bd. 5. Ia — Kizzuwatna. — S. 229. — ISBN 9783110071924.
- Lambert, Wilfred G.[англ.]. Lāgamāl (англ.) // Reallexikon der Assyriologie und vorderasiatischen Archäologie[англ.] : энциклопедия. — De Gruyter, 1983. — Bd. 6. Klagegesang — Libanon. — S. 418—419. — ISBN 9783110100518.
- Lambert, Wilfred G.[англ.]. Laṣ (англ.) // Reallexikon der Assyriologie und vorderasiatischen Archäologie[англ.] : энциклопедия. — De Gruyter, 1983a. — Bd. 6. Klagegesang — Libanon. — S. 506—507. — ISBN 9783110100518.
- Lambert, Wilfred G.[англ.]. The God Aššur (англ.) // Iraq : журнал. — British Institute for the Study of Iraq[англ.], 1983b. — Vol. 45, no. 1. — P. 82—86. — ISSN 0021-0889. — doi:10.2307/4200181. — JSTOR 4200181.
- Lambert, Wilfred G.[англ.]. Manziʾat/Mazziʾat/Mazzât/Mazzêt (англ.) // Reallexikon der Assyriologie und vorderasiatischen Archäologie[англ.] : энциклопедия. — De Gruyter, 1990. — Bd. 7. Libanukšabaš — Medizin. — S. 344—346. — ISBN 9783110104370.
- Lambert, Wilfred G.[англ.]. Manziniri (англ.) // Reallexikon der Assyriologie und vorderasiatischen Archäologie[англ.] : энциклопедия. — De Gruyter, 1990a. — Bd. 7. Libanukšabaš — Medizin. — S. 346. — ISBN 9783110104370.
- Lambert, Wilfred G.[англ.]. An Exotic Babylonian God-List (англ.) // Studies presented to Robert D. Biggs, June 4, 2004 : сборник. — Chicago: Oriental Institute of the University of Chicago, 2007. — P. 167—172. — ISBN 978-1-885923-44-8.
- Leemans, Wilhelmus F. Lagaba (нем.) // Reallexikon der Assyriologie und vorderasiatischen Archäologie[англ.] : энциклопедия. — De Gruyter, 1983. — Bd. 6. Klagegesang — Libanon. — S. 417—418. — ISBN 9783110100518.
- Lutwyche, Jayne. Why are there seven days in a week? (англ.). Religion & Ethics. BBC (22 января 2013). Архивировано 1 мая 2018 года.
- Mark, Joshua J. Ninurta (англ.). World History Encyclopedia[англ.] (2 февраля 2017). Архивировано 13 апреля 2021 года.
- MacGinnis, John. The gods of Arbail (англ.) // In Context: the Reade Festschrift : сборник. — Archaeopress[англ.], 2020. — P. 101—118. — ISBN 9781789696080. — doi:10.2307/j.ctv1ddckv5.12. — JSTOR j.ctv1ddckv5.12.
- Michalowski, Piotr. Nisaba A. Philologisch · Nisaba A. Philological (англ.) // Reallexikon der Assyriologie und vorderasiatischen Archäologie[англ.] : энциклопедия. — De Gruyter, 2001. — Bd. 9. Nab — Nuzi. — S. 575—579. — ISBN 9783110172966.
- Michalowski, Piotr. Šubula (англ.) // Reallexikon der Assyriologie und vorderasiatischen Archäologie[англ.] : энциклопедия. — De Gruyter, 2013. — Bd. 13. Spinnen. A — Tiergarten. — S. 241. — ISBN 9783110307153.
- Mittermayer, Catherine[нем.]. Der Wettstreit zwischen Dumuzi und Enkimdu (англ.) // Babel und Bibel : сборник. — Penn State University Press[англ.], 2015. — P. 383—398. — ISBN 9781575063553. — doi:10.1515/9781575063553-015.
- Murat, Leyla. Goddess Išhara (англ.) // Ankara Üniversitesi Dil ve Tarih-Coğrafya Fakültesi Tarih Bölümü Tarih Araştırmaları Dergisi : журнал. — 2009. — C. 28, sayıl. 45. — P. 159—180. — doi:10.1501/Tarar_0000000422.
- Peterson, Jeremiah. Two New Sumerian Texts Involving The Netherworld and Funerary Offerings (англ.) // Zeitschrift für Assyriologie und Vorderasiatische Archäologie : журнал. — 2009. — Bd. 2. — H. 2. — S. 233—246. — ISSN 1613-1150. — doi:10.1515/ZA.2009.006.
- Peterson, Jeremiah. Nanna/Suen Convenes in the Divine Assembly as King (англ.) // Aula orientalis: Revista de estudios del Próximo Oriente Antiguo : журнал. — 2011. — V. 29, fasc. 2. — P. 279—288. — ISSN 0212-5730.
- Peterson, Jeremiah. UET 6/1, 74, the Hymnic Introduction of a Sumerian Letter-Prayer to Ninšubur (англ.) // Zeitschrift für Assyriologie und Vorderasiatische Archäologie : журнал. — De Gruyter, 2016. — Bd. 106, Nr. 1. — S. 33—41. — ISSN 0084-5299. — doi:10.1515/za-2016-0004.
- Peterson, Jeremiah. Two New Sumerian Texts Involving the Deities Numushda and Gibil (англ.) // Studia Mesopotamica: Jahrbuch für altorientalische Geschichte und Kultur : сборник. — Münster: Ugarit-Verlag, 2014. — Bd. 1. — S. 291—317. — ISBN 978-3-86835-076-0.
- Peterson, Jeremiah. The Literary Corpus of the Old Babylonian Larsa Dynasties: New Texts, New Readings, and Commentary (англ.) // Studia Mesopotamica: Jahrbuch für altorientalische Geschichte und Kultur : сборник. — Münster: Ugarit-Verlag, 2016a. — Bd. 3. — S. 1—89. — ISBN 978-3-86835-202-3.
- Pomponio, Francesco. Nabû A. Philological (англ.) // Reallexikon der Assyriologie und vorderasiatischen Archäologie[англ.] : энциклопедия. — De Gruyter, 2001. — Bd. 9. Nab — Nuzi. — S. 16—24. — ISBN 9783110172966.
- Pongratz-Leisten, Beate. Comments on the Translatability of Divinity: Cultic and Theological Responses to the Presence of the Other in the Ancient near East (англ.) // Les représentations des dieux des autres : сборник  / ed. Bonnet, Corinne. — Caltanissetta: Sciascia, 2012. — P. 83—111. — ISBN 978-88-8241-388-0.
- Porter, Barbara N. Ishtar of Nineveh and Her Collaborator, Ishtar of Arbela, in the Reign of Assurbanipal (англ.) // Iraq : журнал. — British Institute for the Study of Iraq[англ.], 2004. — Vol. 66. — P. 41—44. — ISSN 0021-0889. — doi:10.1017/S0021088900001601. — JSTOR 4200556.
- Potter, David S.[англ.]. The Inscriptions on the Bronze Herakles from Mesene: Vologeses IV's War with Rome and the Date of Tacitus' "Annales" (англ.) // Zeitschrift für Papyrologie und Epigraphik[англ.] : журнал. — 1991. — Bd. 88. — S. 277—290. — JSTOR 20187558.
- Robson, Eleanor[англ.]. Ninurta, god of victory (англ.). Nimrud: Materialities of Assyrian Knowledge Production. Open Richly Annotated Cuneiform Corpus. UK Higher Education Academy[англ.] (2015).
- Rogers, John H. Origins of the Ancient Astronomical Constellations: I: The Mesopotamian Traditions (англ.) // Journal of the British Astronomical Association[англ.] : журнал. — London: The British Astronomical Association[англ.], 1998. — P. 9—32. — Bibcode: 1998JBAA..108....9R.
- Sallaberger, Walther. Zababa (нем.) // Reallexikon der Assyriologie und vorderasiatischen Archäologie[англ.] : энциклопедия. — De Gruyter, 2017. — Bd. 15/Lieferung 3/4 Za — Zeder. B. — S. 164—168. — ISBN 9783110462197.
- Schwemer, Daniel. The Storm-Gods of the Ancient Near East: Summary, Synthesis, Recent Studies Part I (англ.) // Journal of Ancient Near Eastern Religions : журнал. — Brill, 2007. — Vol. 7. — Iss. 2. — P. 121—168. — ISSN 1569-2116. — doi:10.1163/156921207783876404.
- Schwemer, Daniel. The Storm-Gods of the Ancient Near East: Summary, Synthesis, Recent Studies: Part II (англ.) // Journal of Ancient Near Eastern Religions : журнал. — Brill, 2008. — Vol. 8. — Iss. 1. — P. 1—44. — ISSN 1569-2116. — doi:10.1163/156921208786182428.
- Seidl, Ursula. Ḫarbe, archäologisch (нем.) // Reallexikon der Assyriologie und vorderasiatischen Archäologie[англ.] : энциклопедия. — De Gruyter, 1975. — Bd. 4. Ha-a-a — Hystaspes. — S. 114. — ISBN 9783110067729.
- Sharlach, Tonia М. Foreign Influences on the Religion of the Ur III Court (англ.) // General studies and excavations at Nuzi 10/3 : сборник. — Bethesda: CDL Press, 2002. — P. 91—114. — ISBN 1-883053-68-4.
- Sharlach, Tonia М. Shulgi-simti and the Representation of Women in Historical Sources (англ.) // Ancient Near Eastern art in context: studies in honor of Irene J. Winter. : сборник. — Leiden, Boston: Brill, 2007. — P. 363—368. — ISSN 978-90-474-2085-9.
- Simons, Frank. A New Join to the Hurro-Akkadian Version of the Weidner God List from Emar (Msk 74.108a + Msk 74.158k) (англ.) // Altorientalische Forschungen[нем.] : журнал  / eds. Hazenbos, Joost; Mittermayer; Novák, Mirko; Suter, Claudia E. — Berlin: De Gruyter, 2017. — Bd. 44. — H. 1. — S. 82—100. — ISSN 0232-8461. — doi:10.1515/aofo-2017-0009.
- van Soldt, Wilfred H. Ordal A. Mesopotamien · Ordeal A. In Mesopotamia (англ.) // Reallexikon der Assyriologie und vorderasiatischen Archäologie[англ.] : энциклопедия. — De Gruyter, 2005. — Bd. 10 Oannes — Priesterverkleidung. — S. 124—129. — ISBN 9783110185355.
- Staiger, Annabelle. Ninpumuna, die Herrin des Salzbrunnes (нем.) // Von Göttern und Menschen: Beiträge zu Literatur und Geschichte des Alten Orients. Festschrift für Brigitte Groneberg : сборник  / eds. Shehata, Dahlia; Weiershäuser, Frauke; Zand, Kamran V. — Brill, 2010. — S. 225—236. — ISBN 978-90-04-18748-1. — doi:10.1163/9789004187474_014.
- Steinkeller, Piotr. The Mesopotamian God Kakka (англ.) // Journal of Near Eastern Studies[англ.] : журнал. — University of Chicago Press, 1982. — October (vol. 41, no. 4). — P. 289—294. — ISSN 0022-2968. — doi:10.1086/372968. — JSTOR 544089.
- Stephens, Kathryn. An/Anu (god): Mesopotamian sky-god, one of the supreme deities; known as An in Sumerian and Anu in Akkadian (англ.). Ancient Mesopotamian Gods and Goddesses. Open Richly Annotated Cuneiform Corpus. UK Higher Education Academy[англ.] (2013).
- Stephens, Kathryn. "Ninsi'anna (god/goddess); Deity of the planet Venus; an aspect of Inana/Ištar as Venus (англ.). Ancient Mesopotamian Gods and Goddesses. Open Richly Annotated Cuneiform Corpus. UK Higher Education Academy[англ.] (2016).
- Stol, Martin. Nanaja (англ.) // Reallexikon der Assyriologie und vorderasiatischen Archäologie[англ.] : энциклопедия. — De Gruyter, 2001. — Bd. 9. Nab — Nuzi. — S. 146—151. — ISBN 9783110172966.
- Stol, Martin. Tišpak (англ.) // Reallexikon der Assyriologie und vorderasiatischen Archäologie[англ.] : энциклопедия. — De Gruyter, 2016. — Bd. 14. Tiergefäß — waša/ezzil(i). — S. 64—66. — ISBN 9783110417616.
- Such-Gutiérrez, Marcos. Untersuchungen zum Pantheon von Adab im 3. Jt (нем.) // Archiv für Orientforschung[англ.] : журнал. — 2005. — Bd. 51. — S. 1—44. — ISSN 0066-6440. — JSTOR 41670228.
- Trémouille, Marie-Claude. Šuwala (фр.) // Reallexikon der Assyriologie und vorderasiatischen Archäologie[англ.] : энциклопедия. — De Gruyter, 2013. — Bd. 13. Spinnen. A — Tiergarten. — S. 374. — ISBN 9783110307153.
- van der Toorn, Karel[англ.]. Migration and the Spread of Local Cults (англ.) // Immigration and emigration within the ancient Near East: Festschrift E. Lipiński : сборник. — Leuven: Uitgeverij Peeters en Departement Oriëntalistiek, 1995. — P. 365—378. — ISBN 90-6831-727-X.
- Vanstiphout, H. L. Inanna/Ishtar as a Figure of Controversy (англ.) // Struggles of Gods: Papers of the Groningen Work Group for the Study of the History of Religions : сборник. — Berlin: De Gruyter, 1984. — P. 225—238. — ISBN 978-90-279-3460-4.
- Veenhof, Klaas R.[англ.]. The Family God in Old Babylonian and Especially in Old Assyrian Sources (англ.) // Revue d'assyriologie et d'archéologie orientale[фр.] : журнал. — Presses Universitaires de France, 2018. — Vol. 112. — P. 49—90. — ISSN 0373-6032. — doi:10.3917/assy.112.0049.
- Wasserman, Nathan. On Leeches, Dogs and Gods in Old Babylonian Medical Incantations (англ.) // Revue d'assyriologie et d'archéologie orientale[фр.] : журнал. — Presses Universitaires de France, 2008. — Vol. 102. — P. 71—78. — ISSN 0373-6032. — doi:10.3917/assy.102.0071. — JSTOR 23281369.
- Weeden, Mark. Haya (god); Spouse of Nidaba/Nissaba, goddess of grain and scribes, he is known both as a "door-keeper" and associated with the scribal arts (англ.). Ancient Mesopotamian Gods and Goddesses. Open Richly Annotated Cuneiform Corpus. UK Higher Education Academy[англ.] (2016).
- Westenholz, Joan G.[англ.]. Nanaya: Lady of Mystery (англ.) // Sumerian Gods and their Representations : сборник  / eds. Finkel, I. L.; Geller, M. J. — Brill, 1997. — ISBN 978-90-56-93005-9.
- Wiggermann, Frans A. M. An Unrecognized Synonym of Sumerian sukkal, "Vizier" (англ.) // Zeitschrift für Assyriologie und Vorderasiatische Archäologie : журнал. — De Gruyter, 1988. — Bd. 78, Nr. 2. — S. 225—236. — ISSN 0084-5299. — doi:10.1515/zava.1988.78.2.225.
- Wiggermann, Frans A. M. Nin-šubur (англ.) // Reallexikon der Assyriologie und vorderasiatischen Archäologie[англ.] : энциклопедия. — De Gruyter, 2001. — Bd. 9. Nab — Nuzi. — S. 490—500. — ISBN 9783110172966.
- Wiggermann, Frans A. M. Nin-ĝišzida (англ.) // Reallexikon der Assyriologie und vorderasiatischen Archäologie[англ.] : энциклопедия. — De Gruyter, 2001a. — Bd. 9. Nab — Nuzi. — S. 368—373. — ISBN 9783110172966.
- Wiggermann, Frans A. M. Nergal A. Philological (англ.) // Reallexikon der Assyriologie und vorderasiatischen Archäologie[англ.] : энциклопедия. — De Gruyter, 2001b. — Bd. 9. Nab — Nuzi. — S. 215—223. — ISBN 9783110172966.
- Wiggermann, Frans A. M. Siebengötter A. Mesopotamien · Seven gods A. In Mesopotamia (англ.) // Reallexikon der Assyriologie und vorderasiatischen Archäologie[англ.] : энциклопедия. — De Gruyter, 2011. — Bd. 12/Lieferung 7/8. — S. 459—466. — ISBN 9783110203783.
- Wiggermann, Frans A. M. Transtigridian Snake Gods (англ.) // Sumerian Gods and their Representations : сборник  / eds. Finkel, I. L.; Geller, M. J. — 1997. — P. 33—55. — ISBN 978-90-56-93005-9.
- Wiggermann, Frans A. M. Agriculture as Civilization: Sages, Farmers, and Barbarians (англ.) // The Oxford Handbook of Cuneiform Culture : сборник  / eds. Radner, Karen[англ.]; Robson, Eleanor[англ.]. — Oxford University Press, 2011a. — P. 663—689. — ISBN 978-0199557301. — doi:10.1093/oxfordhb/9780199557301.013.0031.